# Lijst van religieuze gebouwen in Tilburg
Tilburg is van oudsher een stad met inwoners van vooral rooms-katholieke huize. Dit uit zich onder meer in een grote hoeveelheid religieuze gebouwen in de stad. Een deel van die gebouwen is in de 20e eeuw gesloopt, zoals bijvoorbeeld de Noordhoekse kerk. Dit artikel bevat een overzicht van geheel of gedeeltelijk bewaard gebleven religieuze gebouwen in Tilburg. Omwille van de overzichtelijkheid worden de (talrijke) religieuze zorg- en onderwijsinstellingen en hun bijbehorende, vaak inpandige kapellen hier buiten beschouwing gelaten.

## Rooms-katholieke kerken

### Vooroorlogse kerkgebouwen
- De Heikese kerk (of Sint-Dionysiuskerk) aan de Oude Markt is een Waterstaatkerk in neoclassicistische stijl gebouwd tussen 1827 en 1895. Het gebouw omvat ook een laat-15e-eeuwse toren welke in de 19e eeuw in neogotische stijl is omgebouwd.
- De Goirkese kerk aan de Goirkestraat is eveneens een waterstaatkerk. In tegenstelling tot de Heikese kerk is de Goirkese kerk gebouwd in vroeg neogotische stijl. De kerk is gebouwd tussen 1835 en 1839. Het oude koor is in 1938 door Kees de Bever vervangen door een nieuw Christocentrisch oostelijk deel, bestaande uit een vieringstoren met transept en koor in Delftse School stijl.
- De Heuvelse kerk (of Sint-Josefkerk) aan de Heuvel is een neogotische basiliek gebouwd tussen 1872 en 1889. Architect van de kerk was Hendrik Jacobus van Tulder.
- De Mariakerk aan de Schans in Tilburg Noord is een torenloze, neogotische basiliek uit 1873. De architect was J.C. van den Heuvel.
- De Hasseltse kerk (of Onze Lieve Vrouw van de Rozenkrans) aan de Hasseltstraat is een neogotische kerk die in 1898 in gebruik is genomen. Ze is sinds 1998 geen kerk meer. Sinds 2005 is het gebouw in gebruik als wijkcentrum. Het gebouw is ontworpen door architect A.G. de Beer
- De Hoefstraatkerk (of Sint-Antonius van Paduakerk) aan de Hoefstraat is gebouwd tussen 1911 en 1913 in een overgangsstijl tussen neoromaans en neobyzantijns. Architect was Albert Margry
- De Broekhovense kerk (of Onze Lieve Vrouw van Goede Raad) aan de Broekhovenseweg is gereed gekomen in 1913. Ze is gebouwd in een expressionistische stijl met neobyzantijnse kenmerken. In 1987 is het gebouw verbouwd, zodat het voor meerdere doeleinden gebruikt kan worden. Architect van het gebouw was Jan van der Valk
- De Margarita Maria Alacoquekerk aan de Ringbaan West is gebouwd tussen 1920 en 1922. Architect van het gebouw was Henricus Bonsel. Opmerkelijk aan het gebouw is het hoge paraboolgewelf wat onderdeel had moeten worden van een veel groter gebouw. In de 2016 is de kerk aan de eredienst onttrokken en in 2021 verbouwd tot verzorgingshuis.
- De Lovense kerk (of Sint Willibrorduskerk) aan de Enschotsestraat was een grote basiliek in neoromaanse stijl. Het gebouw kwam gereed in 1922 en was ontworpen door C.F. van Hoof. Tussen 1930 en 1938 is het gebouw uitgebreid met een transept en koor ontworpen door J. Donders. De kerk is in 2001 gesloopt en vervangen door een appartementencomplex. De toren is bewaard gebleven. Onder het nieuwe gebouw is een kleiner kerkzaaltje ingebouwd; de huidige Petrus Donderskerk.
- De Gerardus Majellakerk (of Trouwlaankerk) is een gebouw in expressionistische stijl, in gebruik sinds 1923. Sinds 1961 wordt de kerk bediend door Kapucijnen uit een nabijgelegen klooster. Het gebouw is een ontwerp van Joseph Cuypers en Pierre Cuypers jr.
- De Korvelse kerk (of Sint Dionysius- en Antonius van Paduakerk) aan het Korvelplein is gebouwd in 1924, in een combinatie van expressionistische en neoromaanse stijl. De kerk is ontworpen door Eduard Cuypers.
- De Sint Theresiakerk aan het Theresiaplein is een Christocentrisch gebouw uit 1931. In 1998 is het verbouwd tot appartementen. De architecten waren Hendrik Willem Valk en C.W. van den Beld.
- De Sacramentskerk aan de Ringbaan Oost was een grote basilicale kerk in traditionalistische stijl. De architect was M. van Beek. Het gebouw is in 1933 in gebruik genomen. In 1992 is de toren ontdaan van diens koperen spits. Sinds 2005 stond het gebouw leeg. In 2017 is het gebouw op de toren na gesloopt.

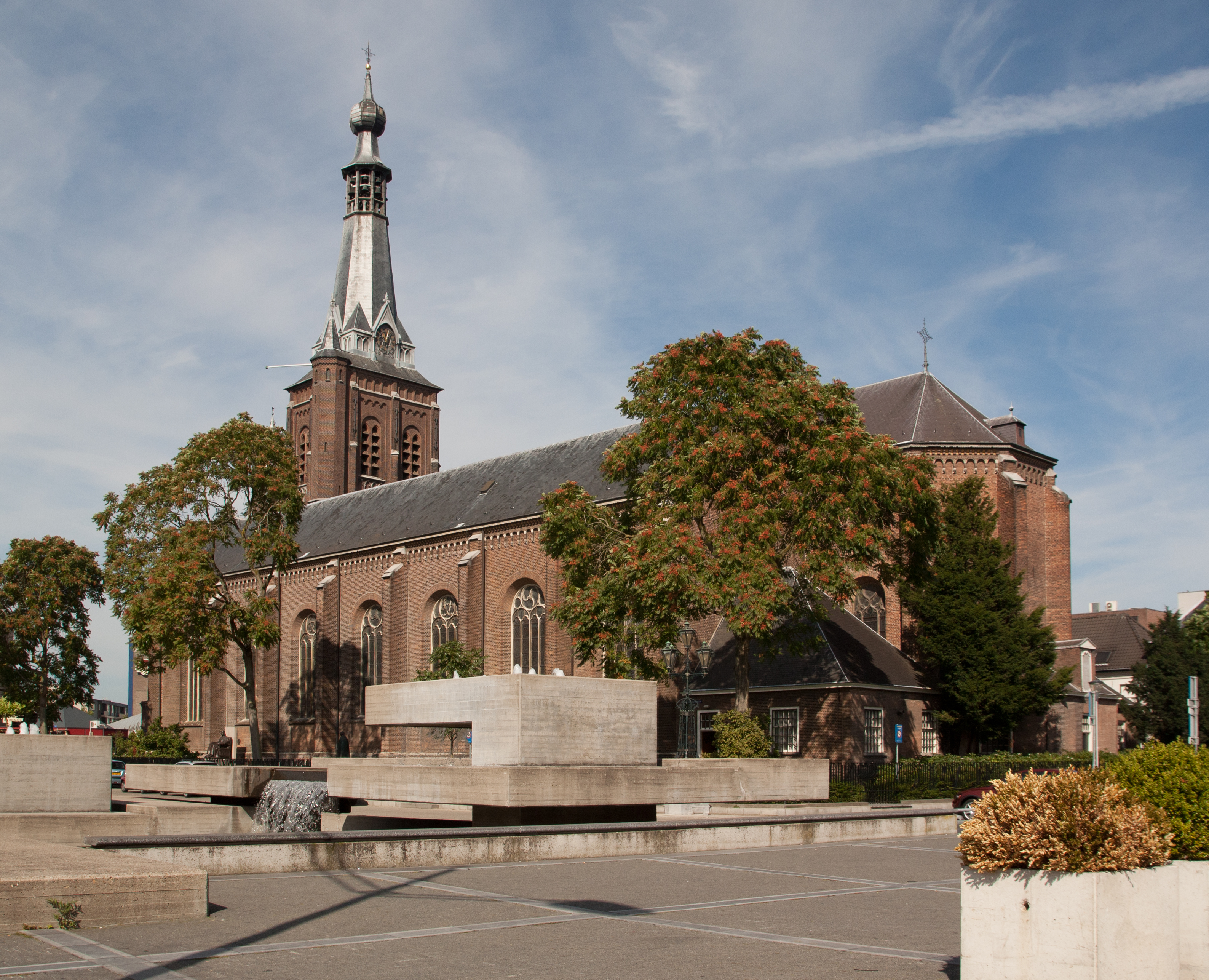
de Heikese kerk
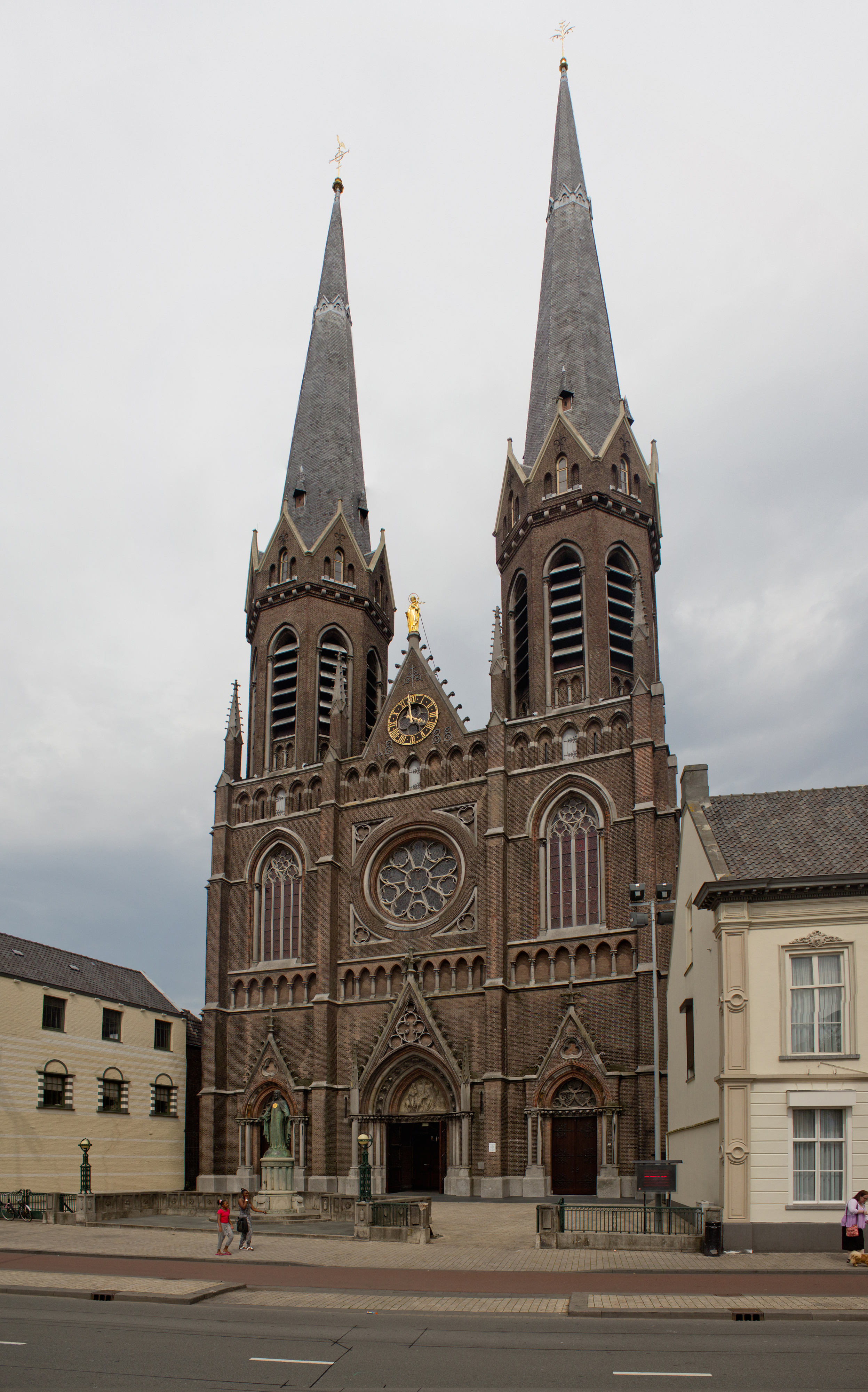
de Heuvelse kerk
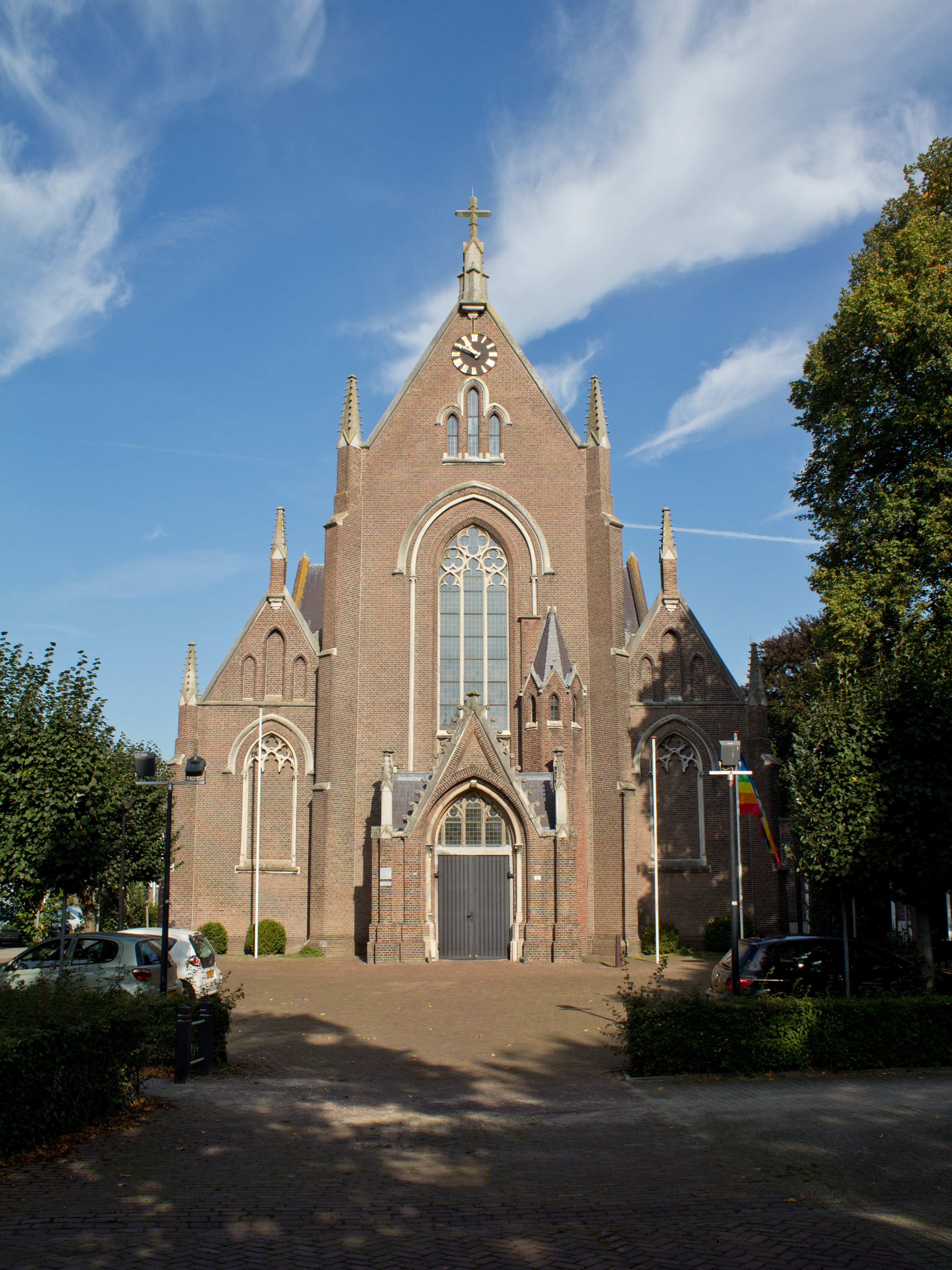
de Mariakerk
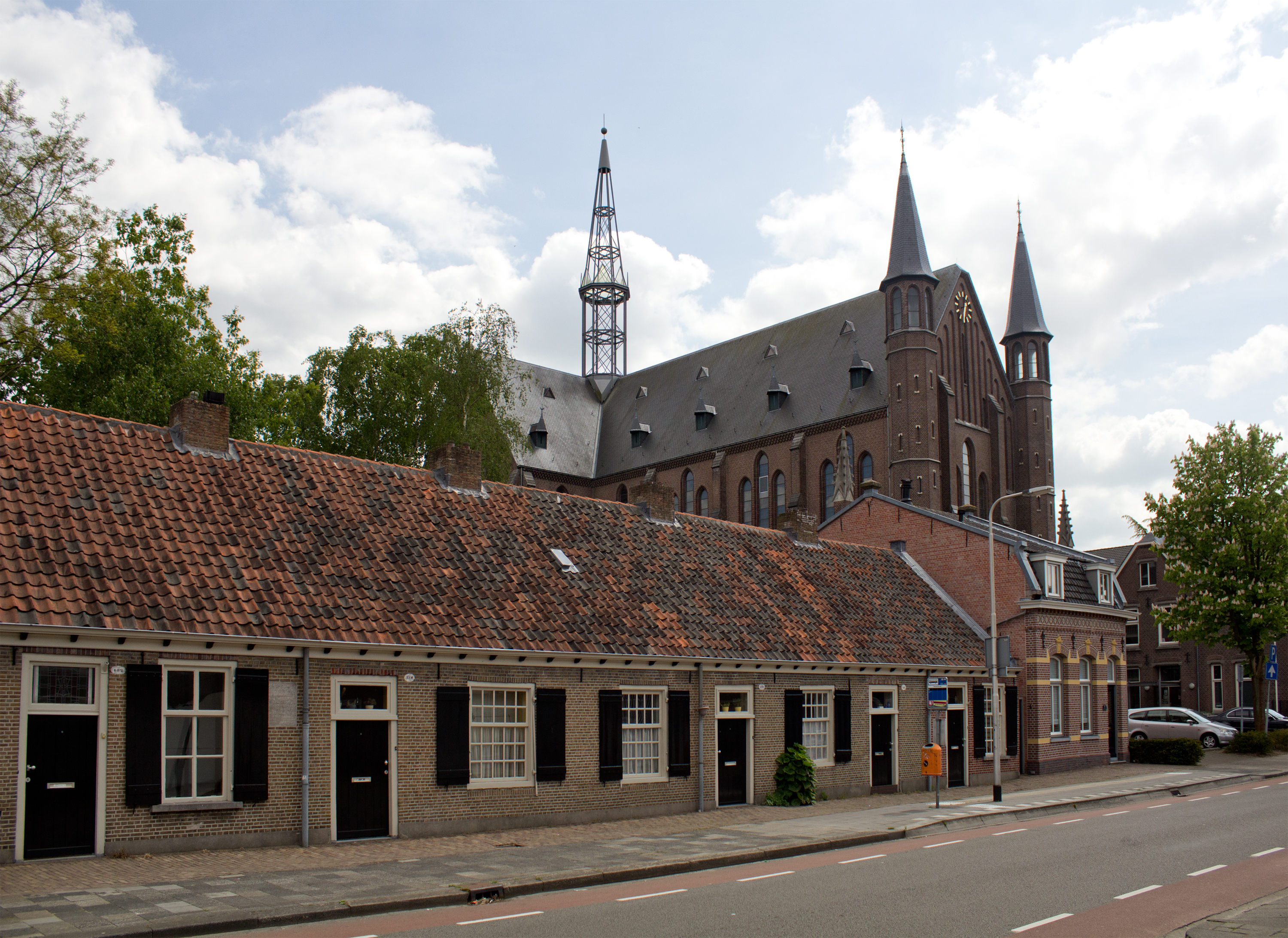
de Hasseltse kerk
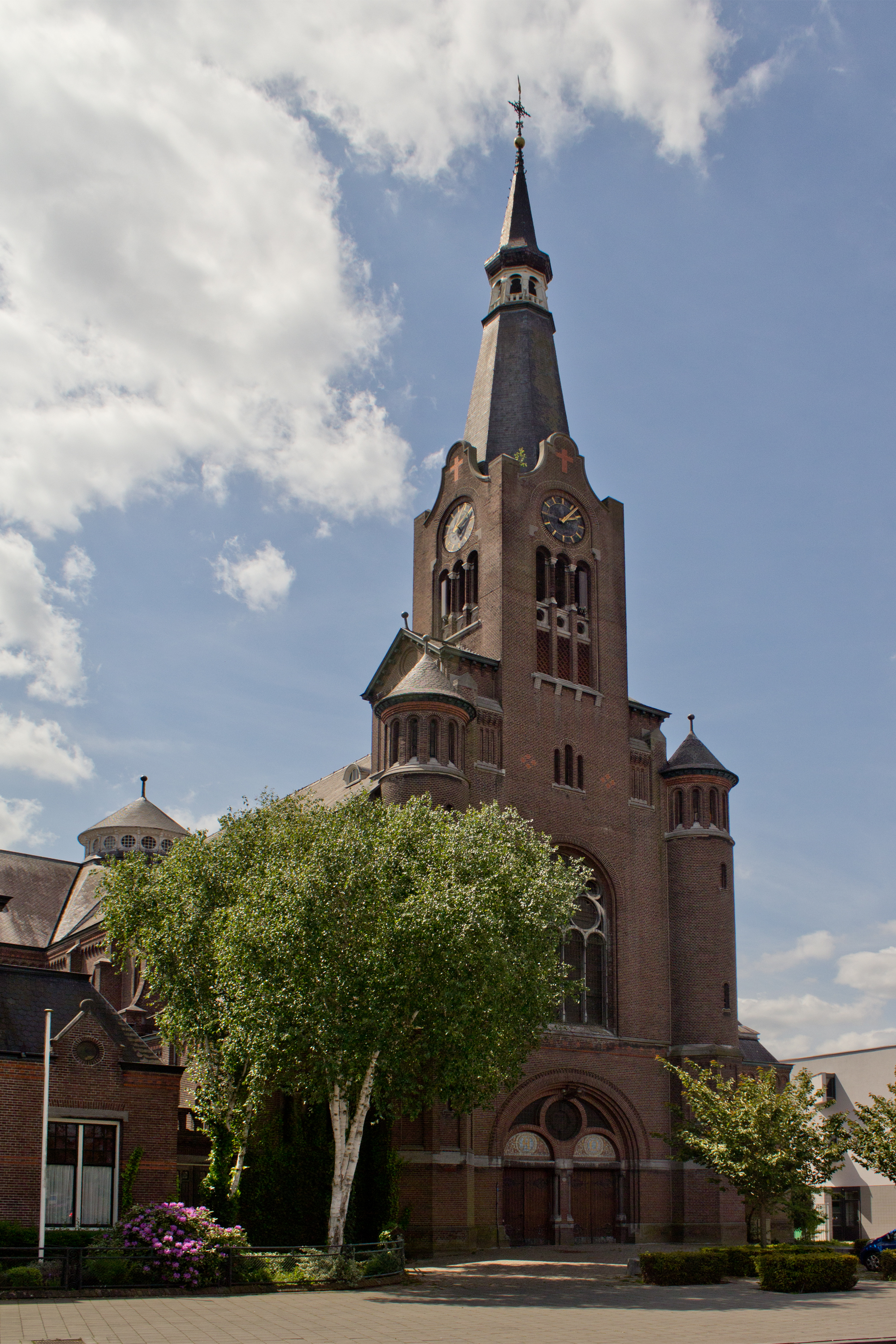
de Hoefstraatkerk
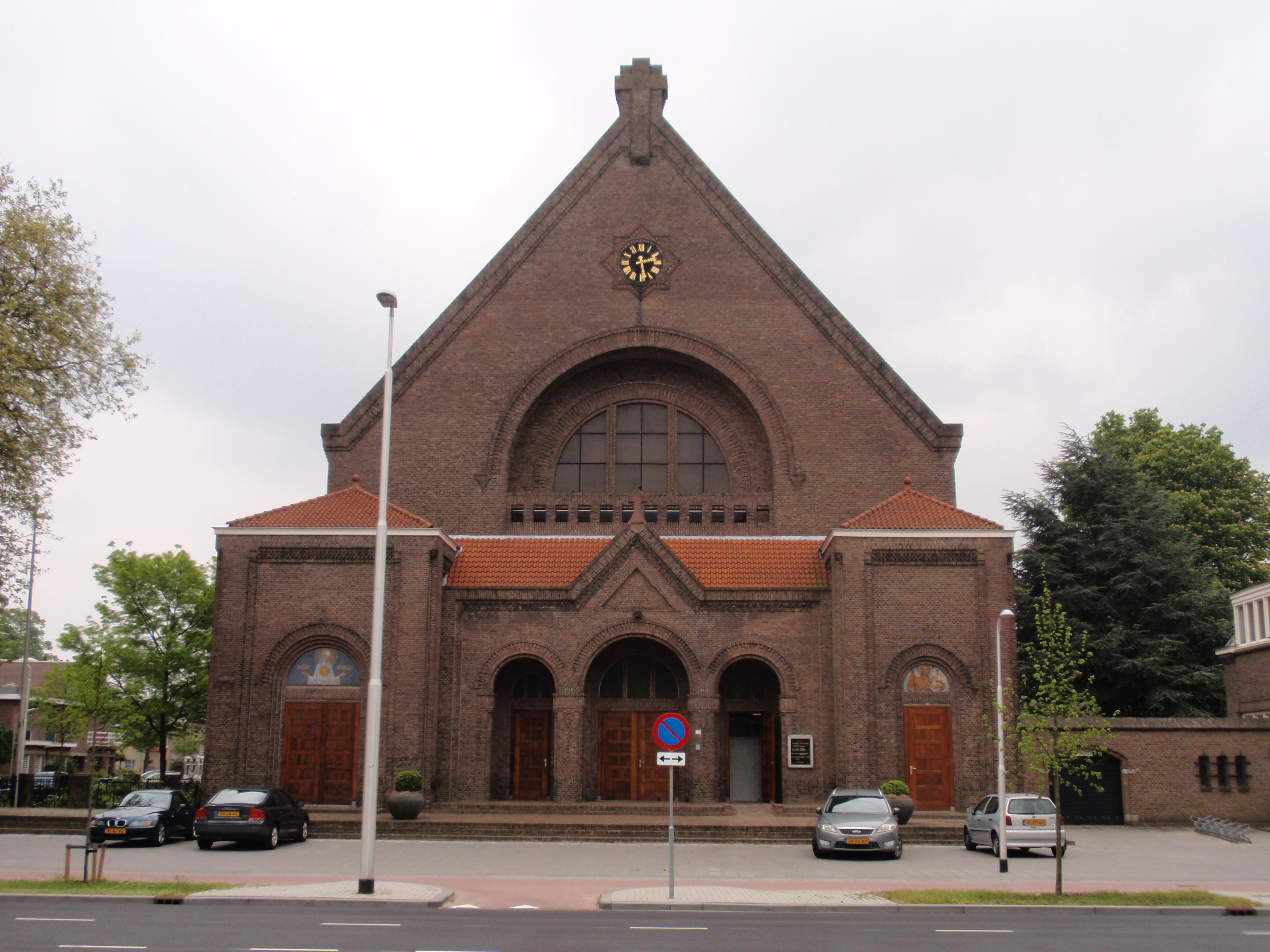
de Margarita Maria Alacoquekerk
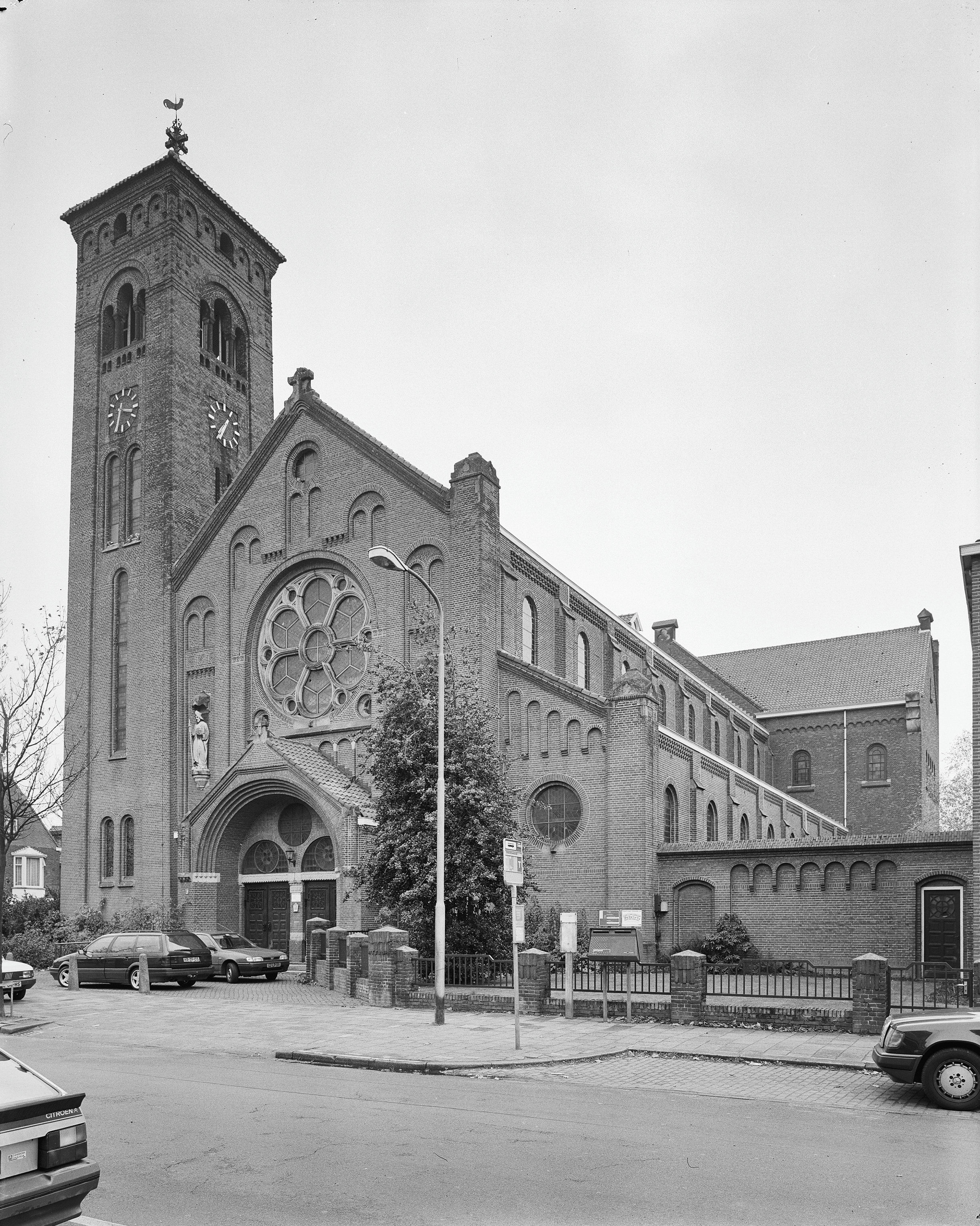
de Lovense kerk
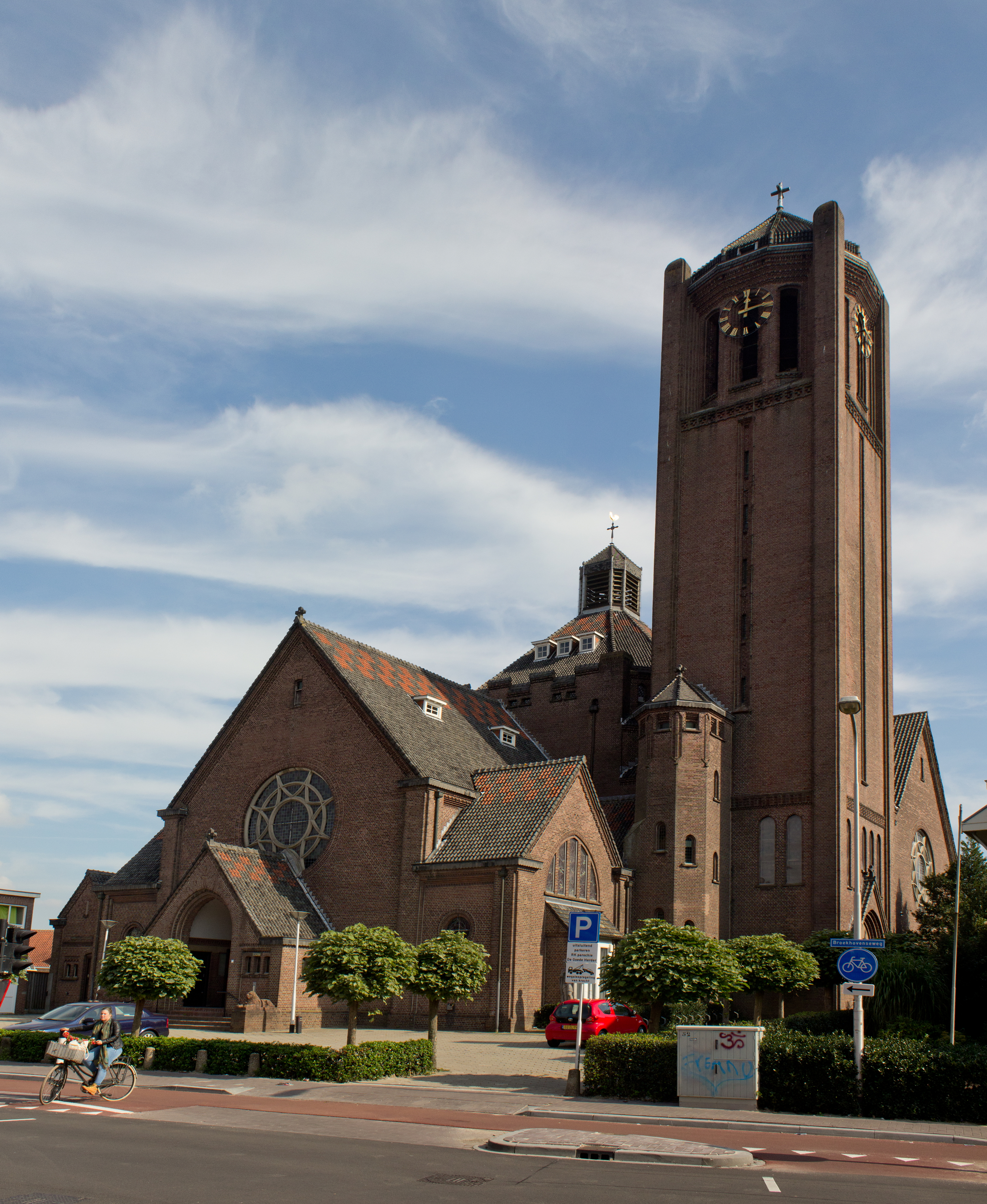
de Broekhovense kerk
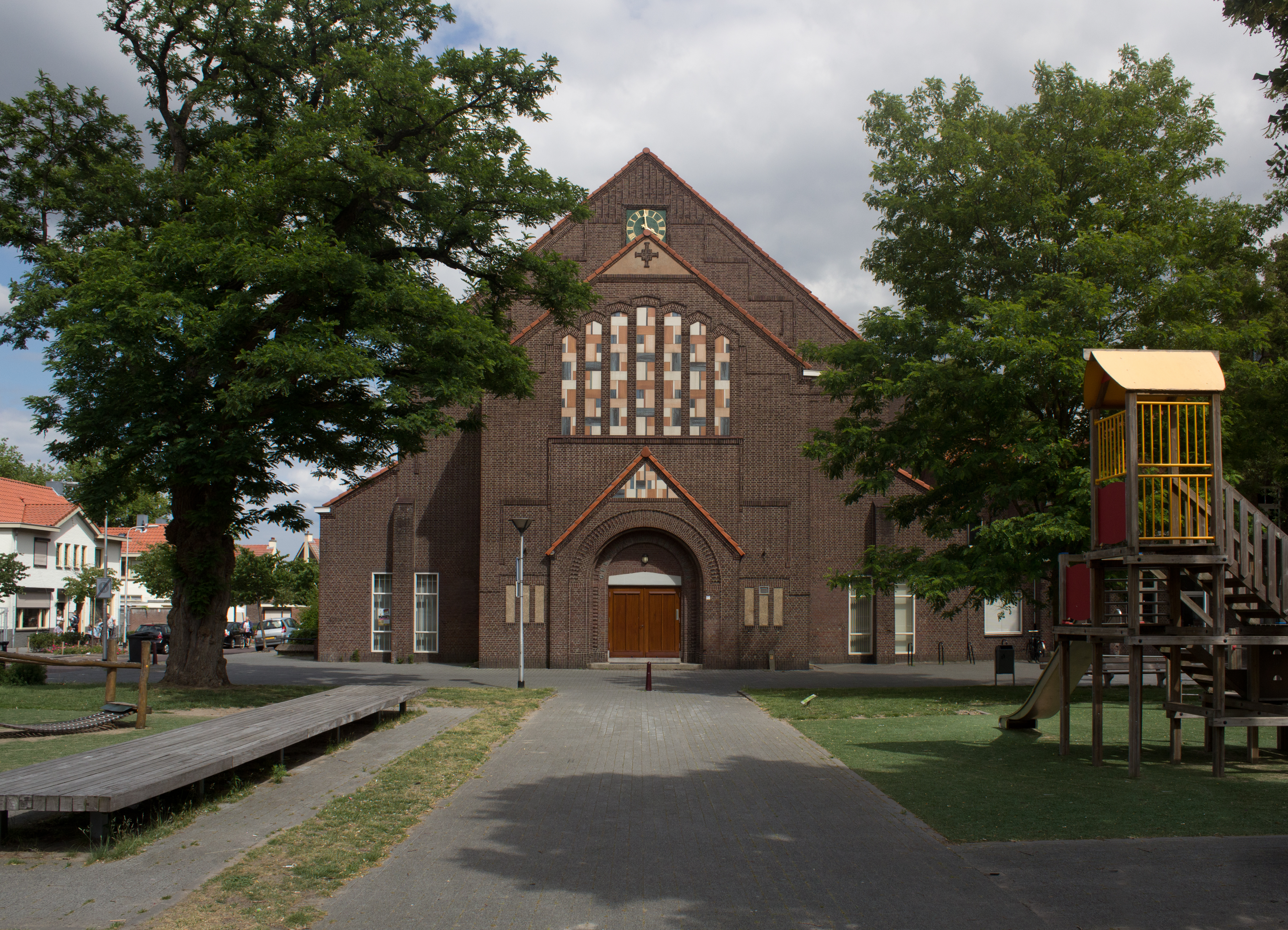
de Gerardus Majellakerk
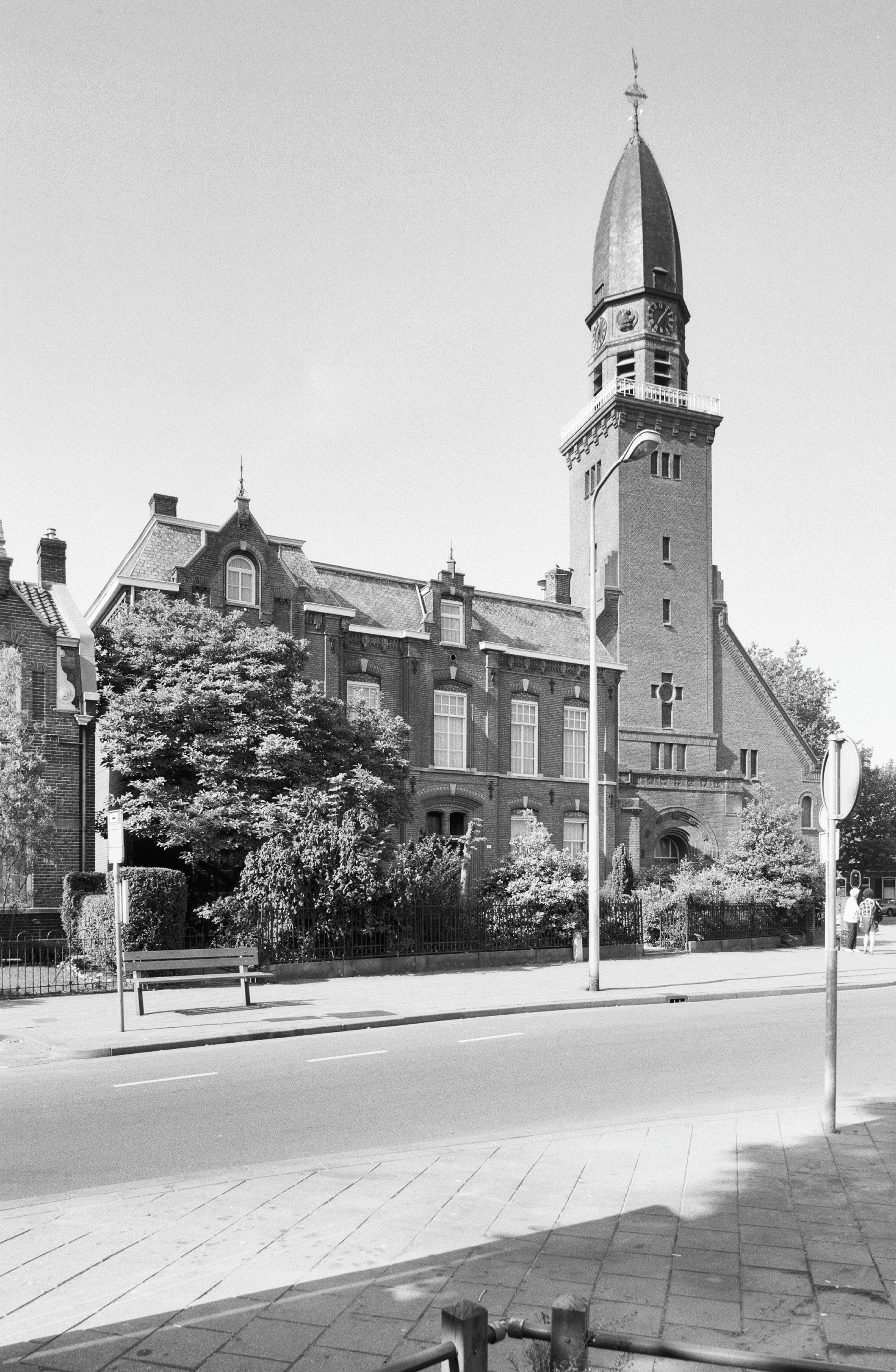
de Korvelse kerk
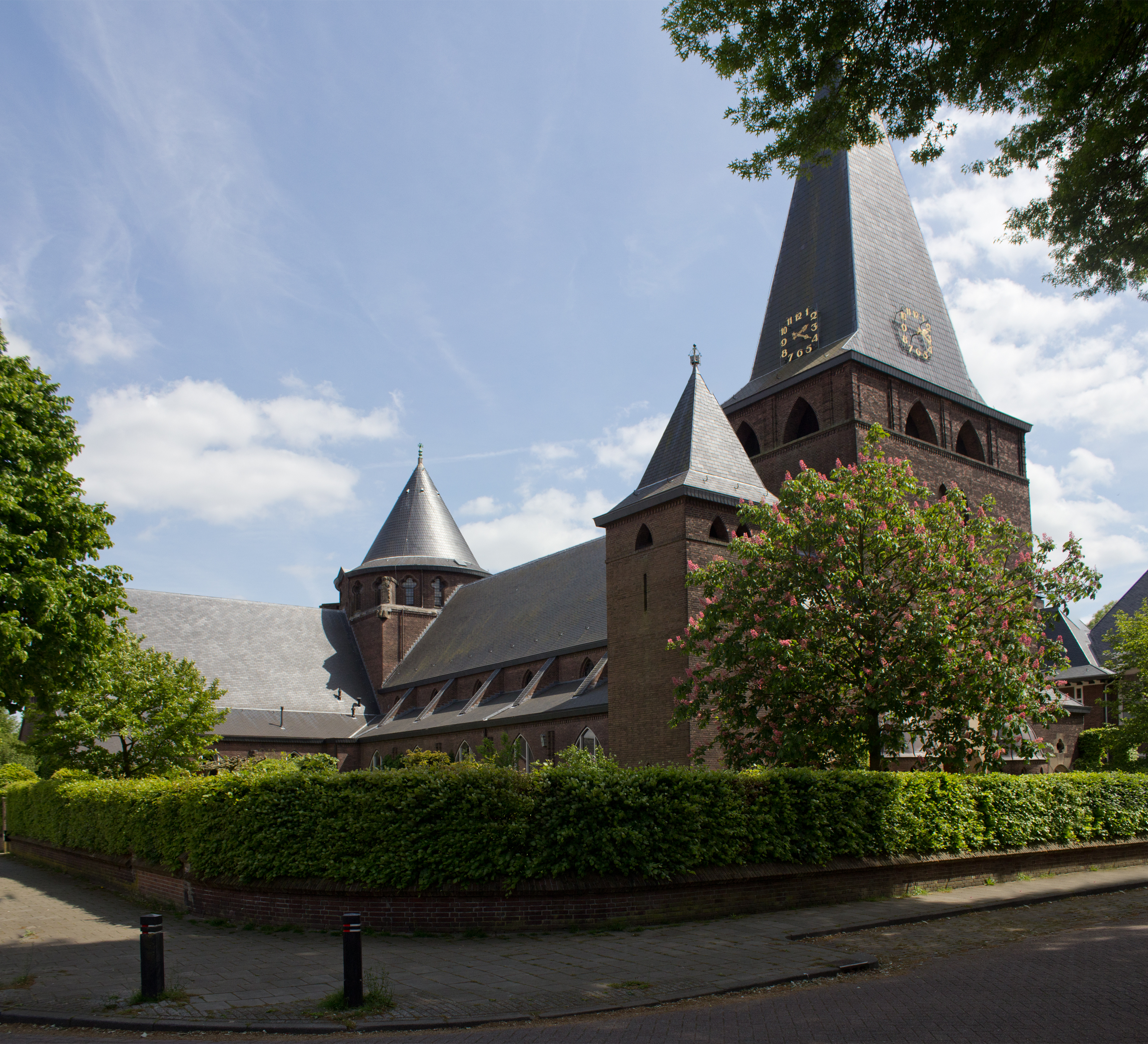
de Sint Theresiakerk
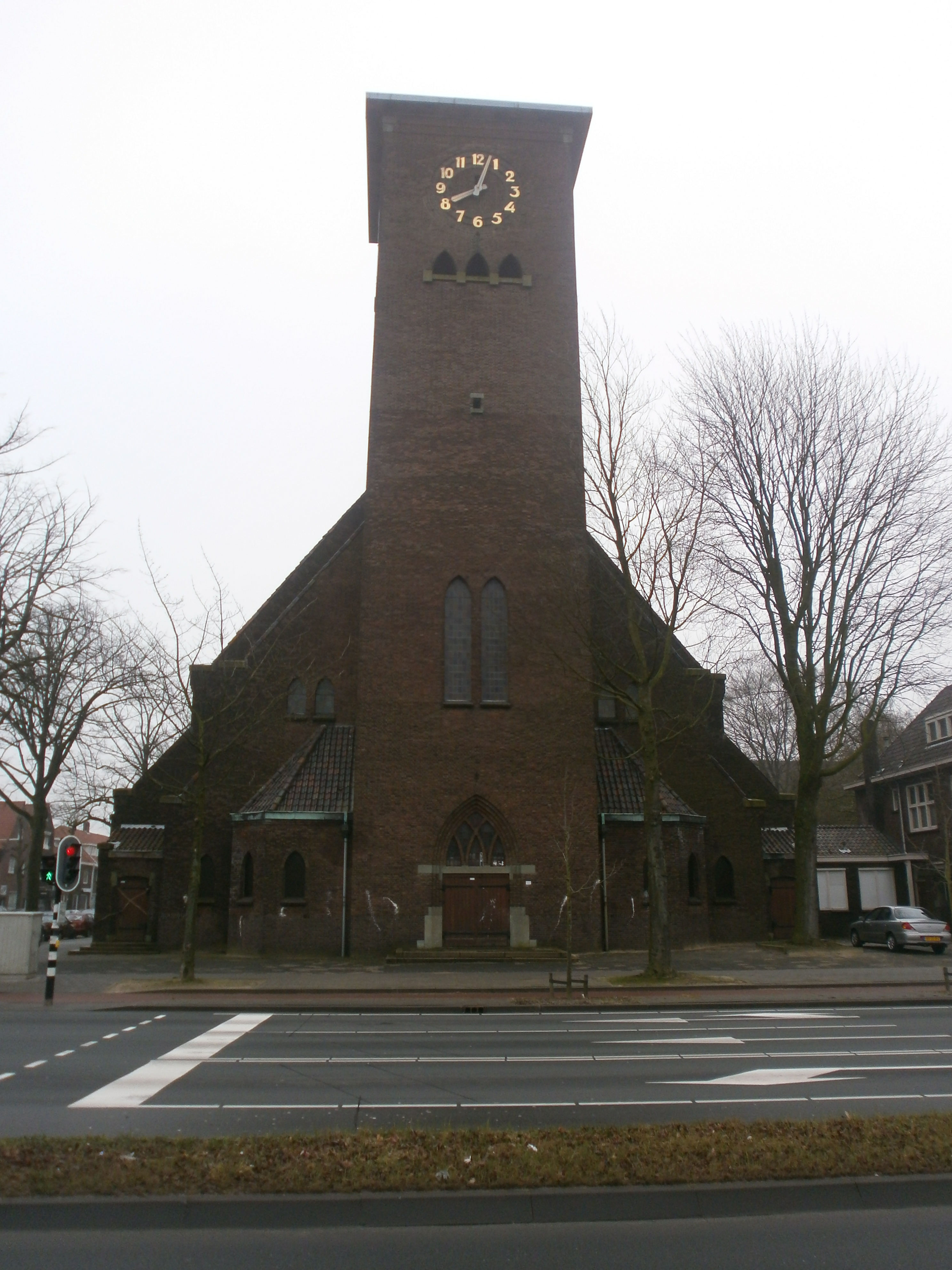
de Sacramentskerk
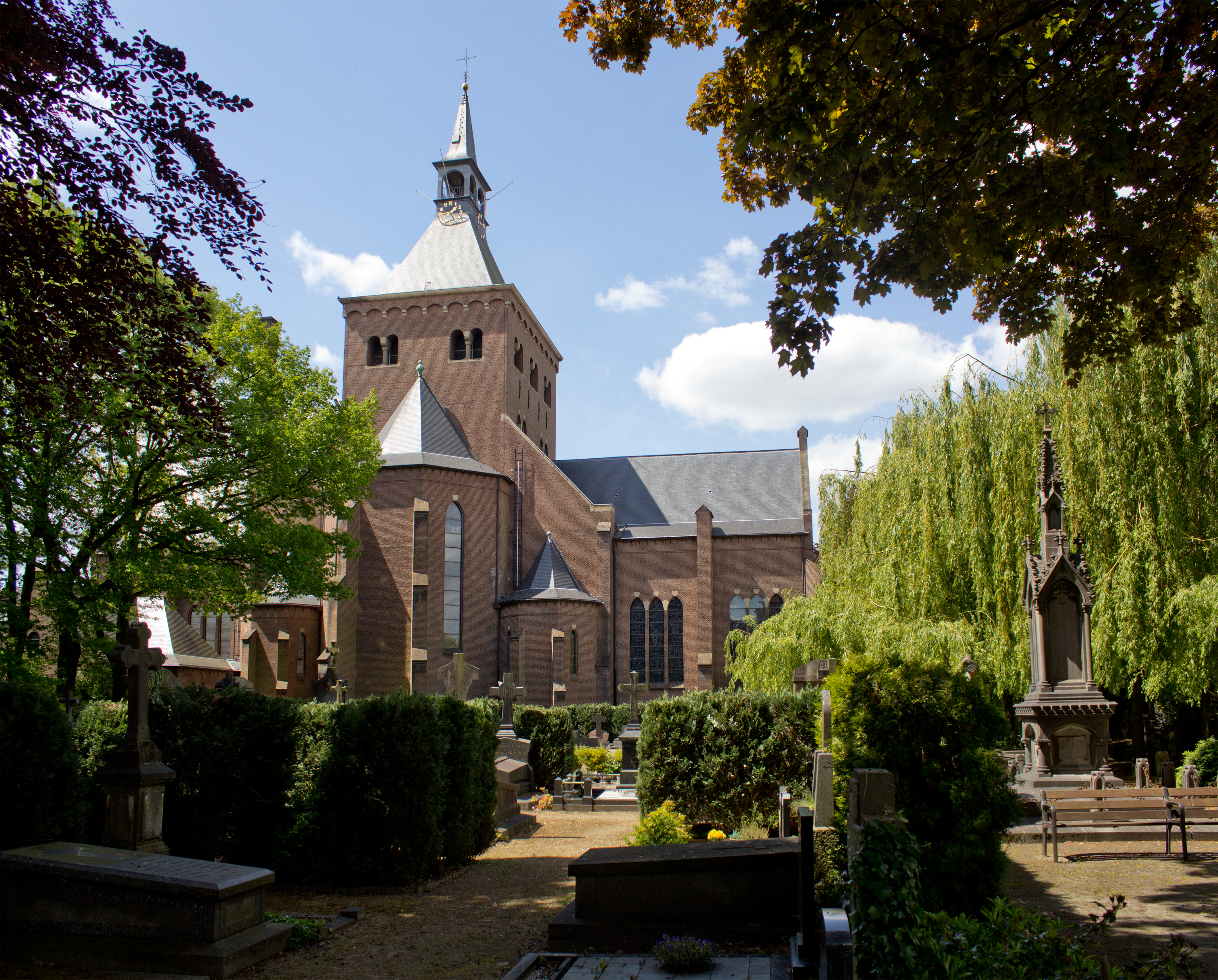
de Goirkese kerk

### Naoorlogse kerkgebouwen
- De Onze Lieve Vrouw Koningin van de Vrede (of Vredeskerk) aan de Ringbaan West is een gebouw uit 1954. Het is gebouwd in de stijl van de Bossche School. Sinds 2010 is het gebouw buiten gebruik. De architect was N.H. Pontzen.
- De O.L. Vrouw van Altijddurende Bijstand aan de Gasthuisring is een groot gebouw in traditionalistische stijl. Het was in gebruik van 1955 tot 1974. De architect was J.C. van Buijtenen. Na sluiting is het gebouw sterk verbouwd, waarbij de voorgevel met toren en de noordelijke zijbeuk sneuvelden. Er is niet veel meer over van het oorspronkelijke karakter van het gebouw.
- De Pastoor van Arskerk aan de Beneluxlaan werd in gebruik genomen op kerstavond 1960. Vanaf 1977 is het gebouw in gebruik als wijkcentrum en bibliotheek. De architect was Th.A.J.B. van der Bolt.
- De Lucaskerk aan de Lage Witsiebaan in de wijk Het Zand is een sober modernistisch kerkgebouw uit 1964. De architect was P. Nouwens.
- De Onze Lieve Vrouwe van Lourdeskerk aan het Lourdesplein was een grote modernistische zaalkerk met losstaande toren, ontworpen door J.C.A. (Jos) Schijvens. Het gebouw was in 1965 in gebruik genomen en bleef in gebruik tot 1998. In 2007 is het gebouw door brand verwoest en gesloopt. Enkel de toren staat nog overeind te midden van nieuwbouw.
- De Sint-Maartenskerk aan de Professor Verbernelaan in de wijk De Reit is gebouwd in 1964 en gesloopt in 1983.
- De Maranathakerk aan de Professor Cobbenhagenlaan is een sober, onopvallend gebouw uit 1966. Het is tegenwoordig in gebruik als studentenkerk voor de universiteit van Tilburg.
- De Petrus en Pauluskerk aan de Vierwindenlaan is een modernistisch gebouw ontworpen door H.H.J. Lelieveldt. Het is in 1969 in gebruik genomen.
- De Montfortkerk aan de Corellistraat is een sober modernistisch gebouw. Het is in 1971 in gebruik genomen. De architect was Th. van den Acker.
- De Antoniuskerk Aan de Groenlostraat in de wijk Reeshof, is een kleine moderne kerk uit 1991. De architect is J. Visser.

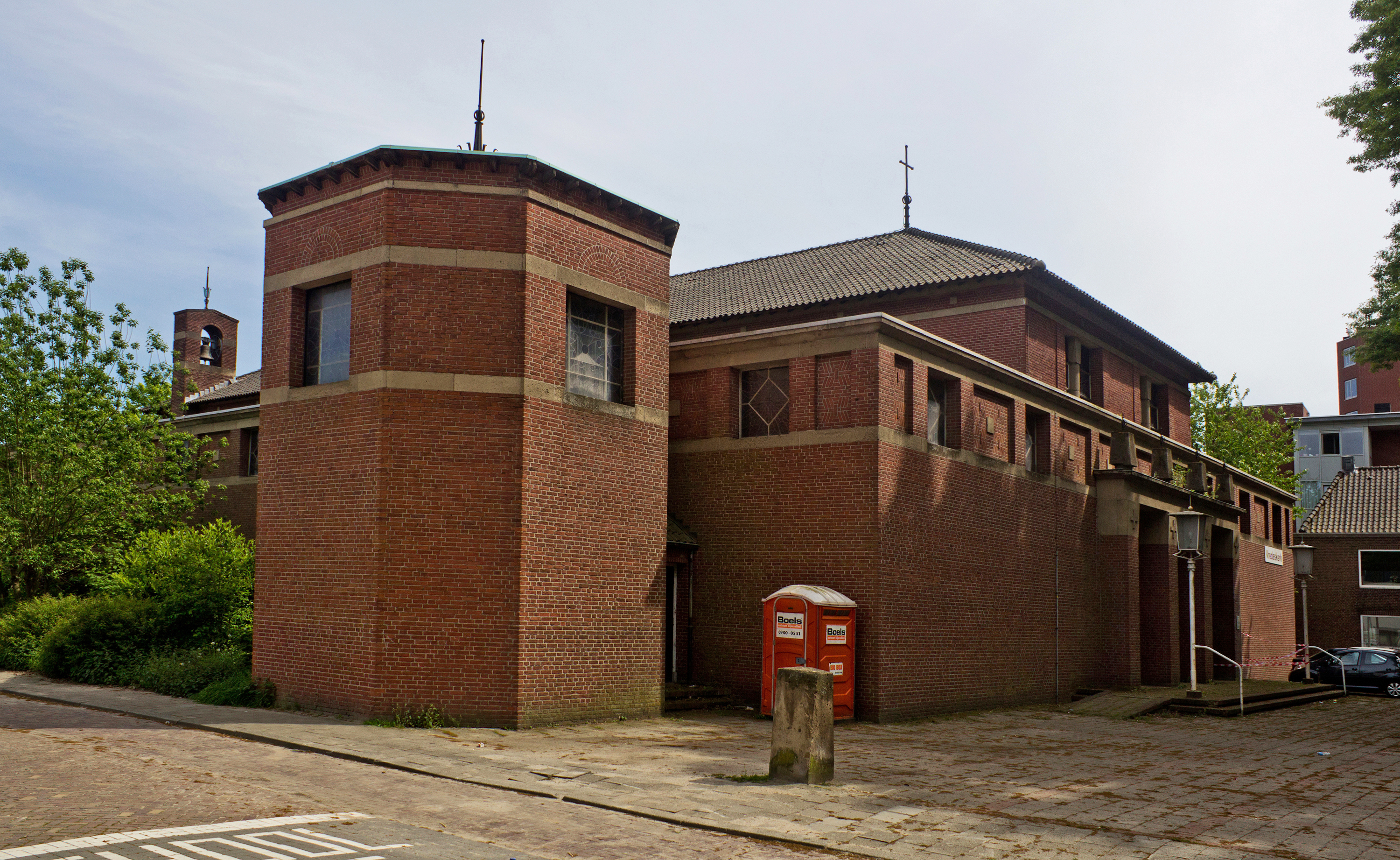
de Vredeskerk
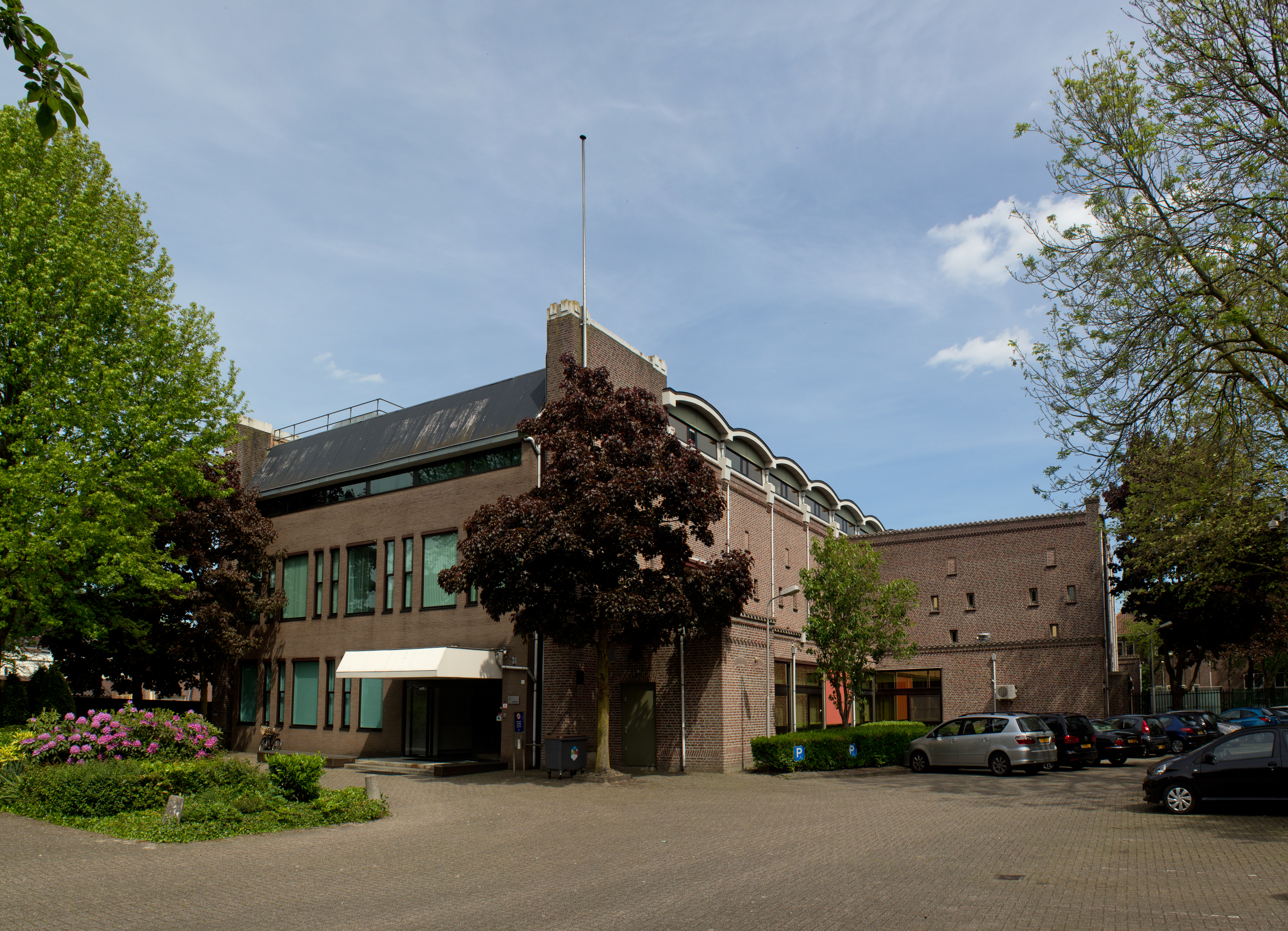
de O.L. Vrouw van Altijddurende Bijstand
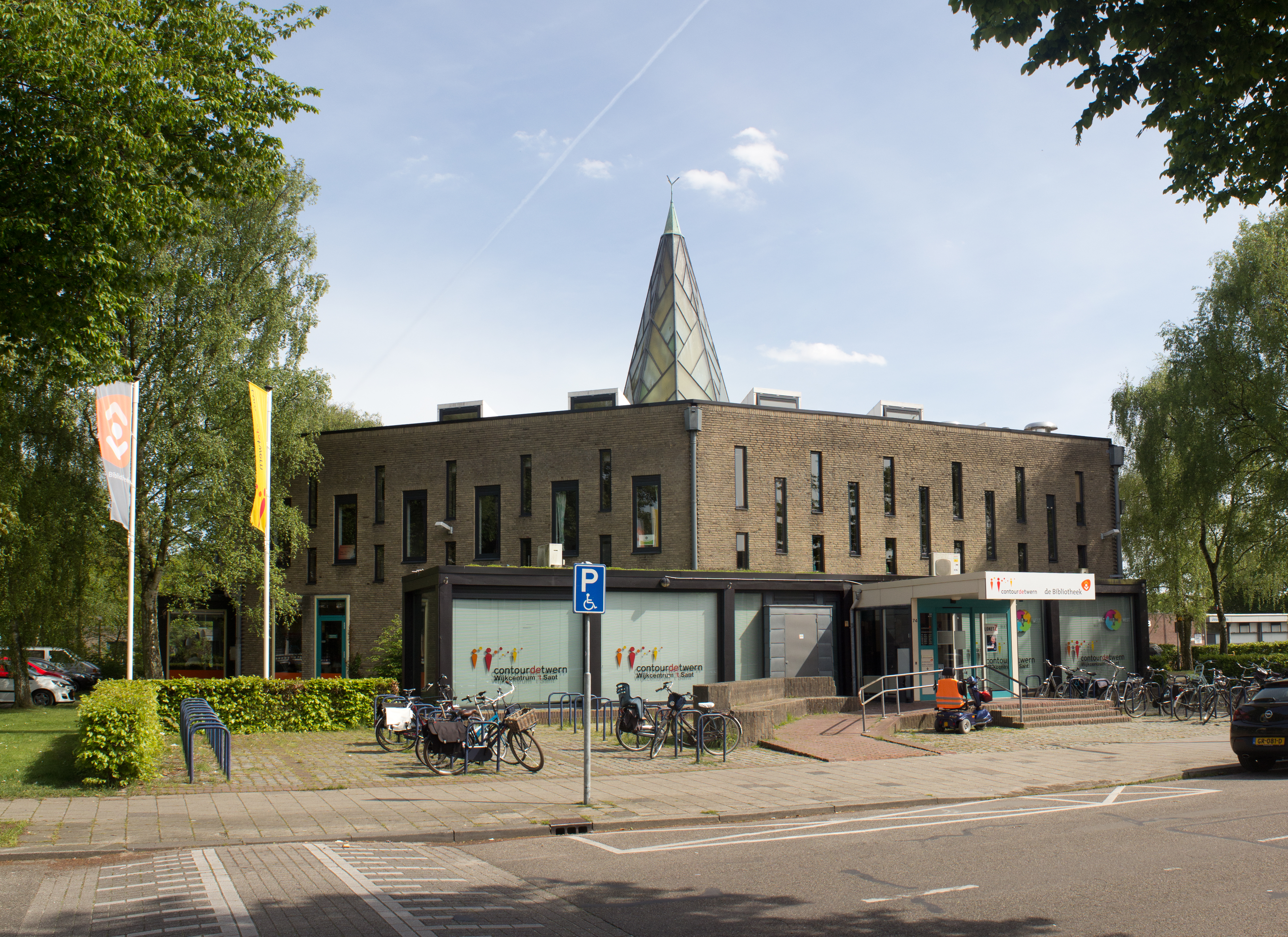
de Pastor van Arskerk
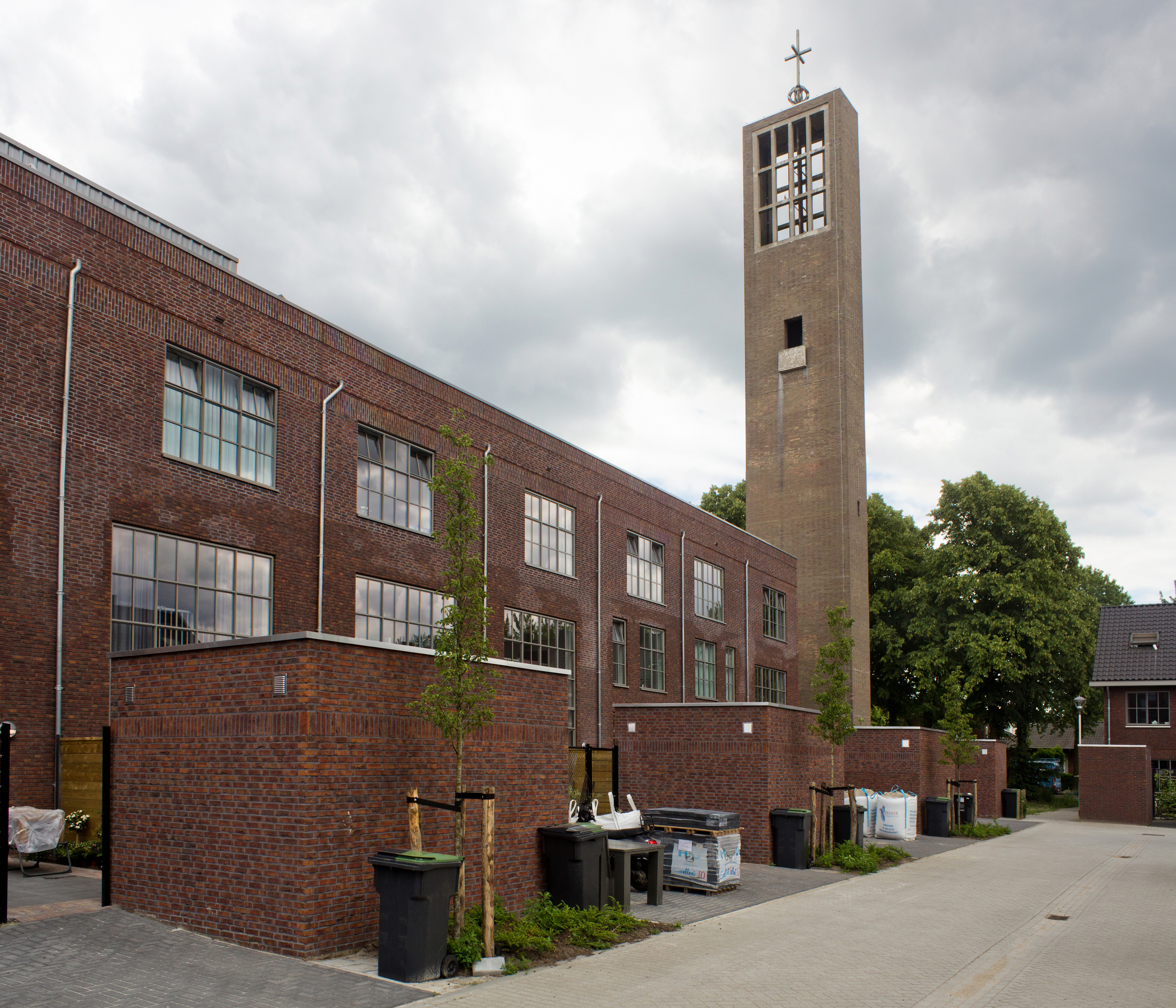
de toren van de Onze Lieve Vrouwe van Lourdeskerk
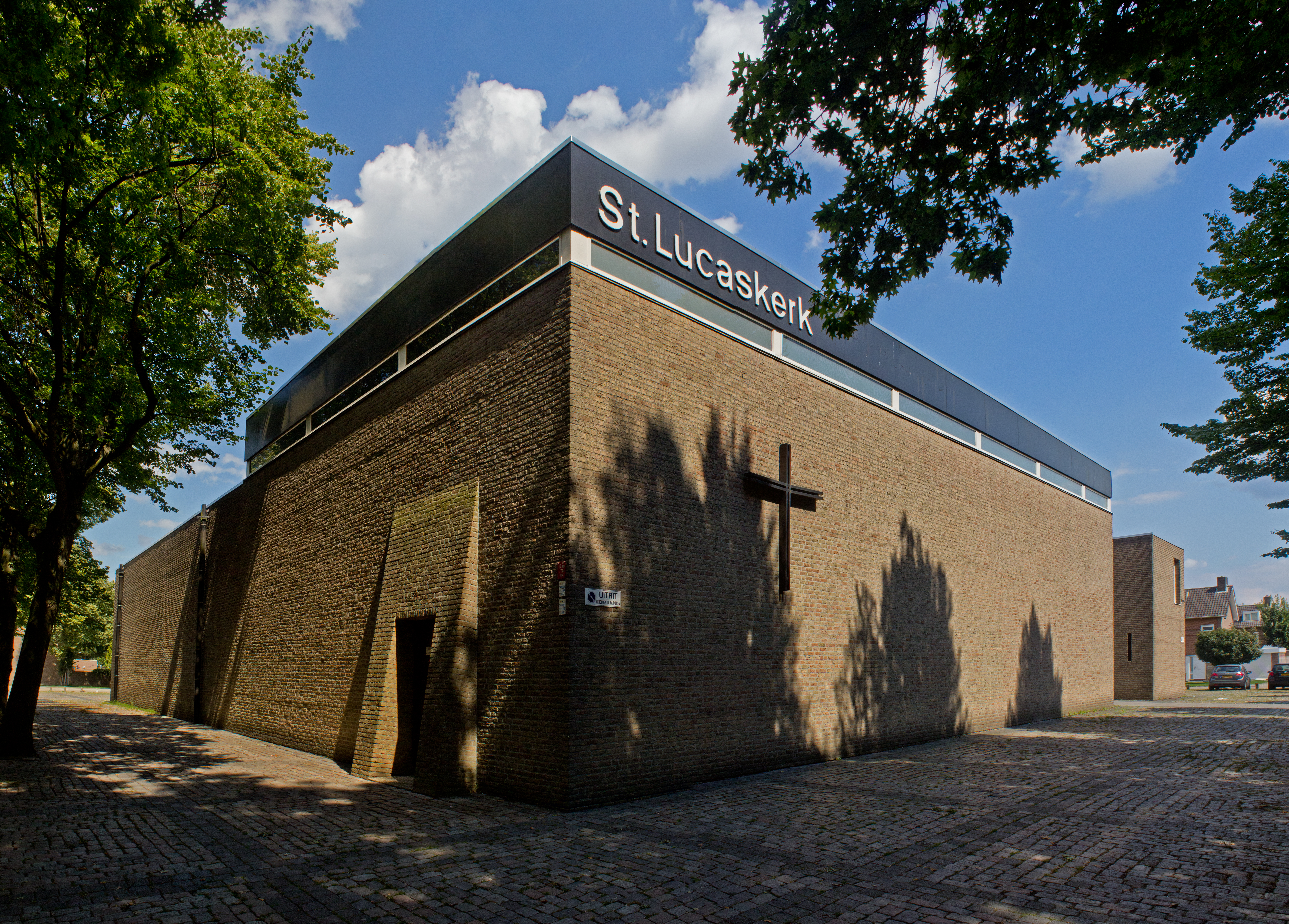
de Lucaskerk
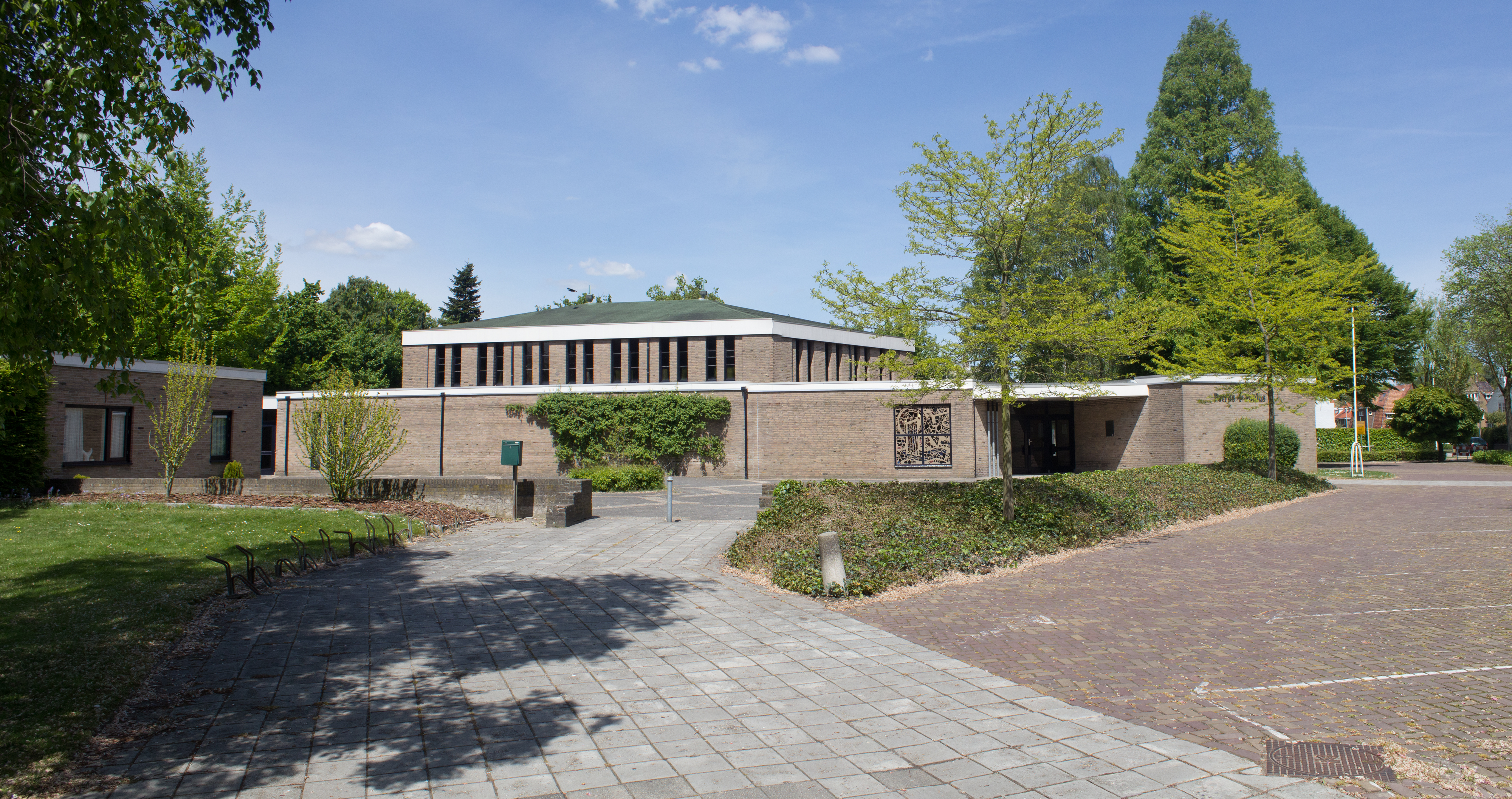
de Petrus en Pauluskerk

### Kapellen
- De Hasseltse kapel (of Kapel Onze Lieve Vrouw Visitatie) aan het Hasseltplein is een van de oudste gebouwen in Tilburg. Enkel de toren van de Heikese kerk is ouder. Het gebouw is voor het eerst vermeld in 1540.
- Aan de Pater Dondersstraat bevindt zich de herdenkingskapel uit 1923, gewijd aan Peerke Donders. Naast de kapel staat een reconstructie van diens geboortehuis. De kapel is ontworpen door Jos Donders.
- Aan de Kruisvaardersstraat bevindt zich een kleine Mariakapel uit 1937, gewijd aan Onze Lieve Vrouw ter Baan. Gebouwd ter gelegenheid van een 40-jarig priesterjubileum.
- Aan de Professor van Buchemlaan bevindt zich een gedachteniskapel, ingewijd op 27 oktober 1945, een jaar na de bevrijding van Tilburg. Het is een gedenkmuur die een Maria-icoon en de namen van de bij de gevechten omgekomen buurtbewoners bevat.
- Aan de Delmerweg werd in 1950 een achthoekig Mariakapelletje opgericht. Het is met leien gedekt en heeft in het midden een torentje. Het is gebouwd door een particulier uit dankbaarheid dat hij gespaard werd tijdens de Tweede Wereldoorlog. Ontworpen door J. Bedaux.
- De Onze-Lieve-Vrouwe-ter-Noodkapel aan de Kapelhof is een modernistisch gebouwtje uit 1964, gebouwd ter nagedachtenis van de in de Tweede Wereldoorlog omgekomen Tilburgers. De architect was Jos Schijvens.

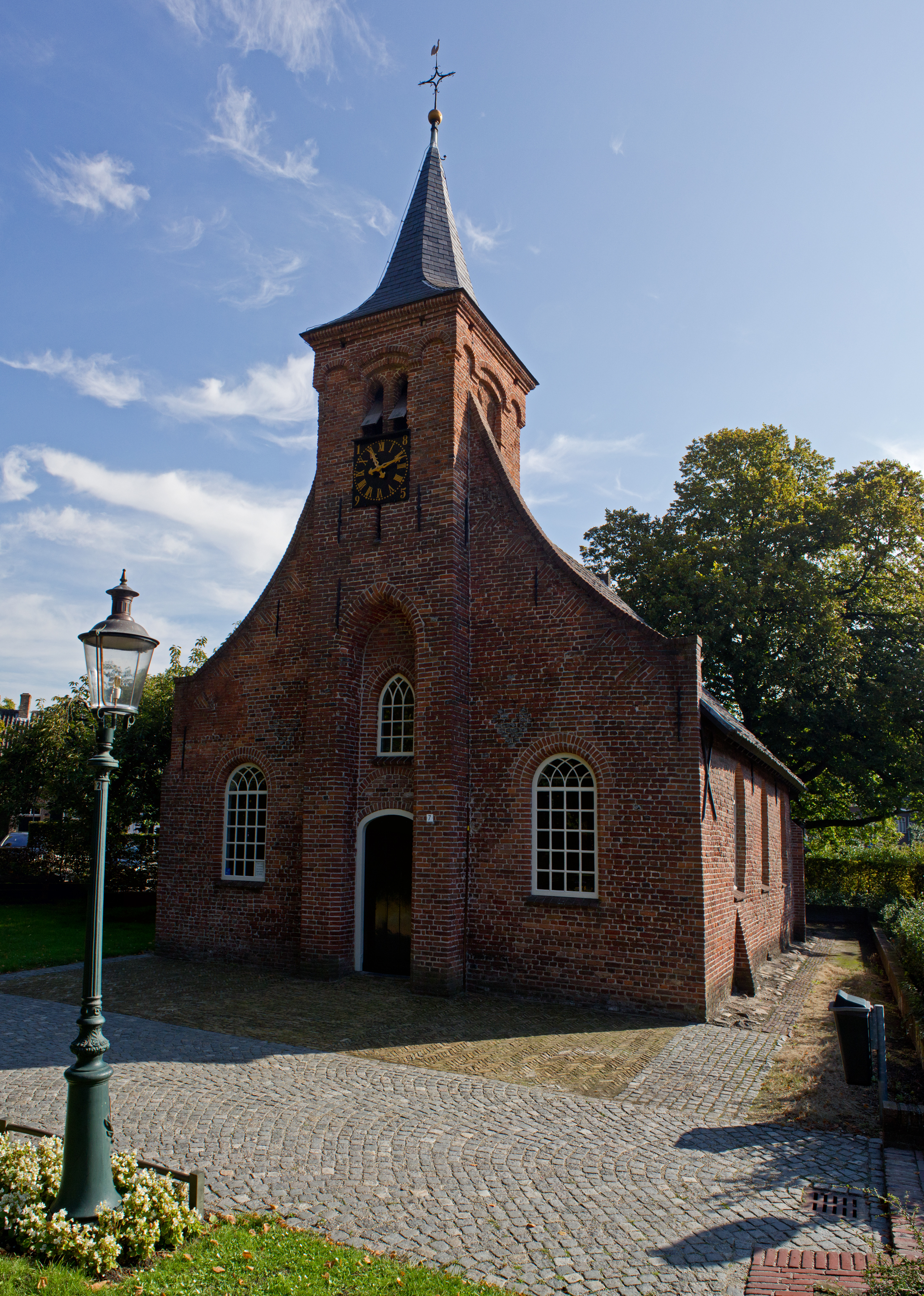
de Hasseltse kapel
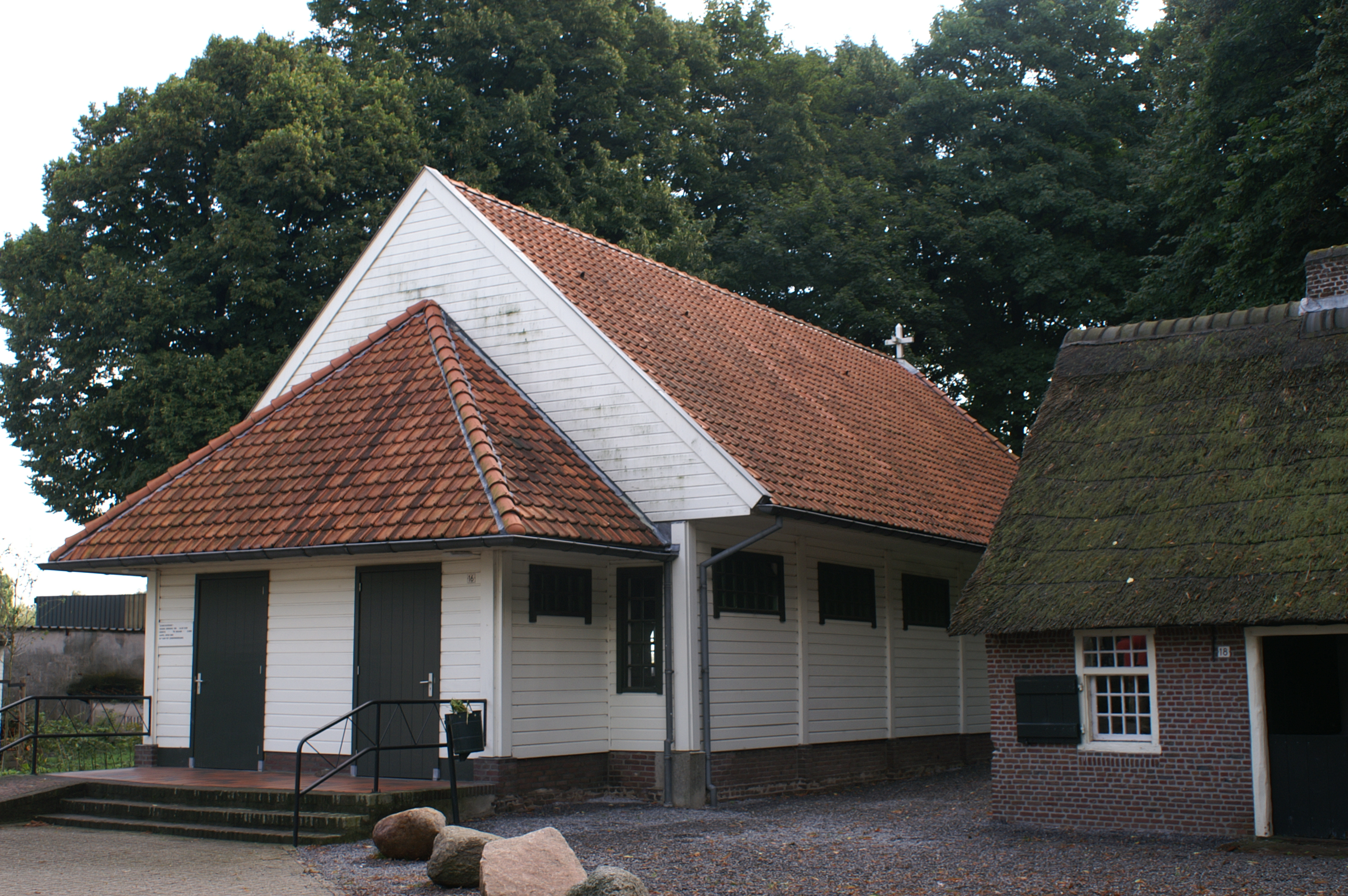
de Peerke Donderskapel
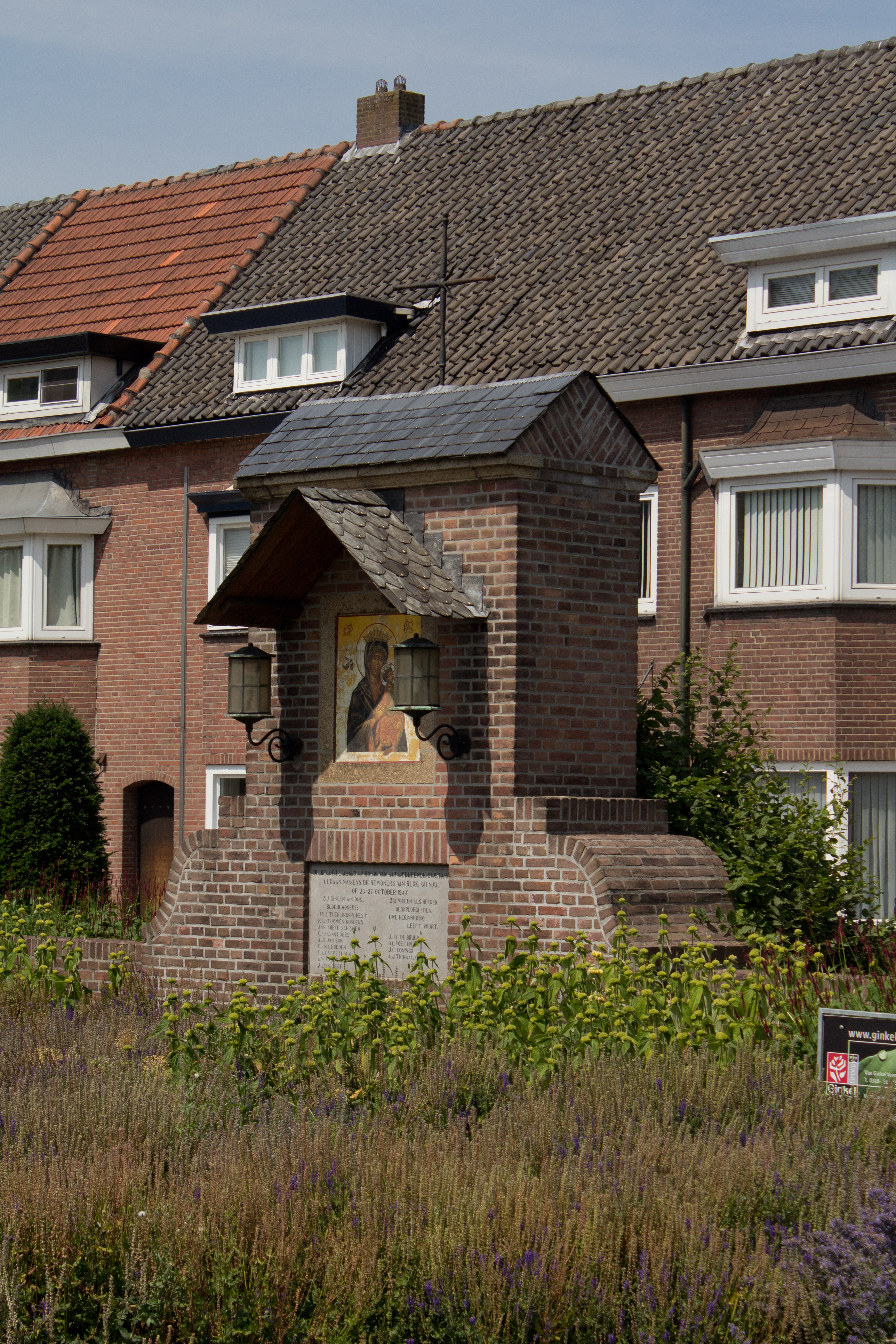
de gedachteniskapel aan de Professor van Buchemlaan
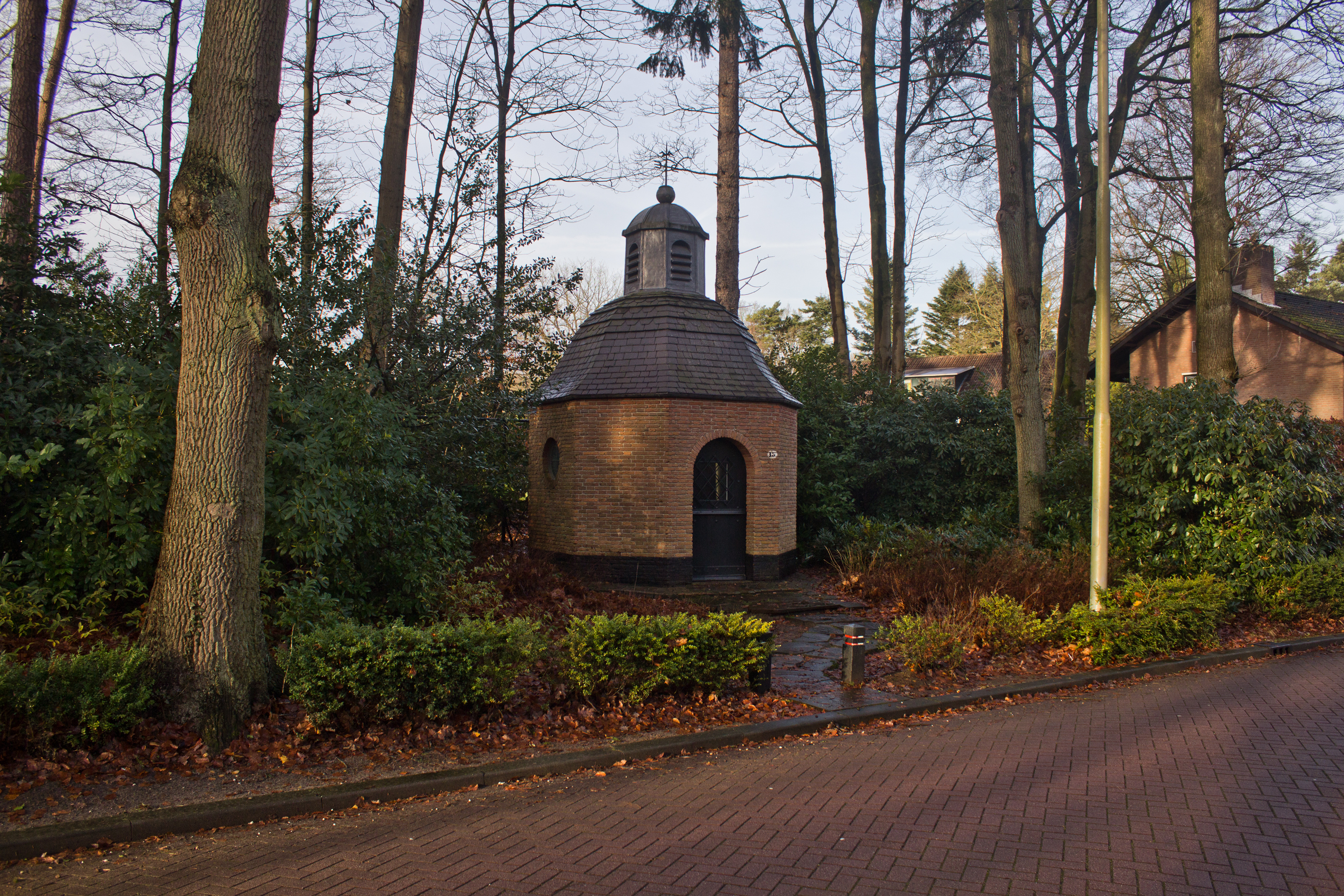
de Mariakapel aan de Delmerweg
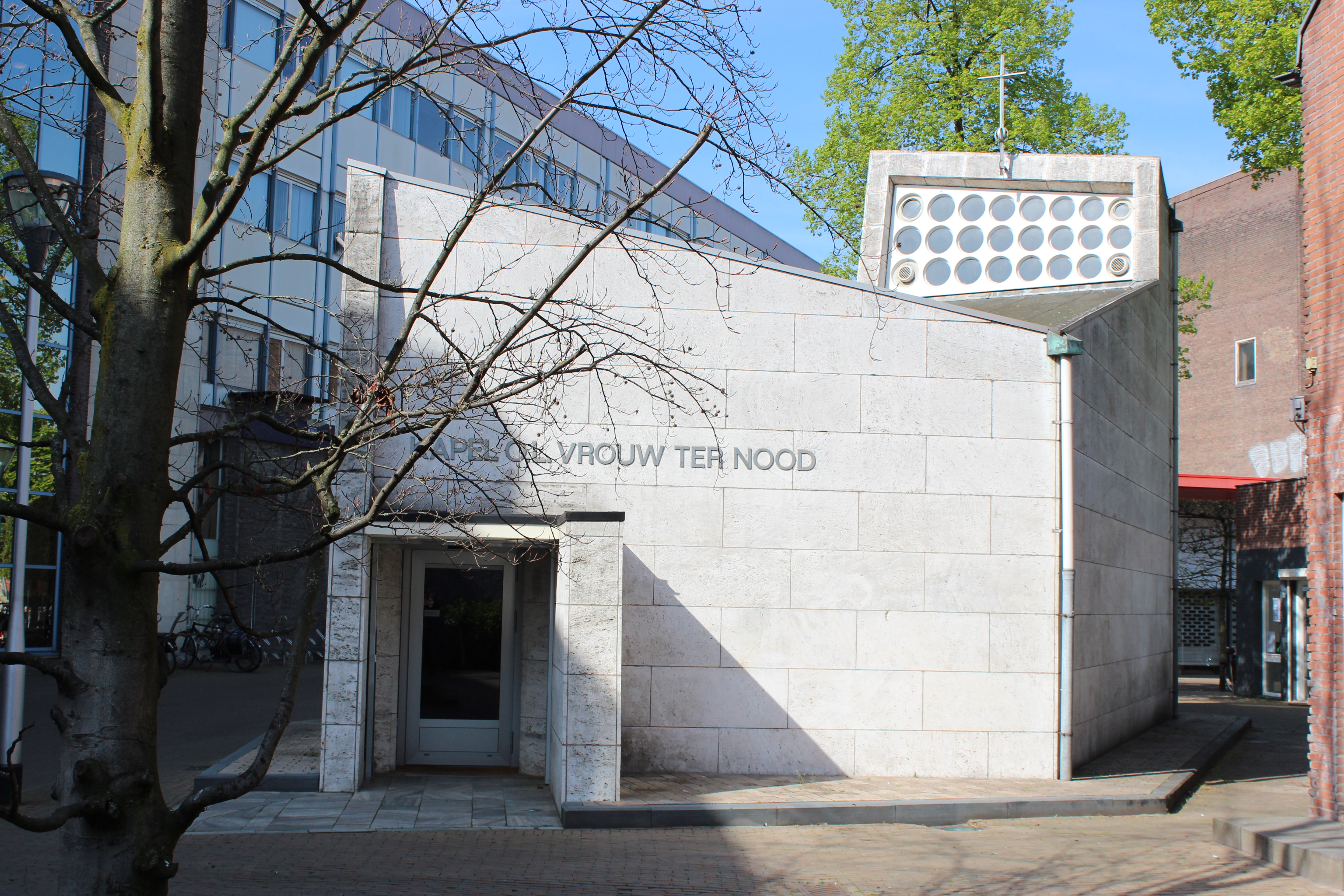
de Onze-Lieve-Vrouwe-ter-Noodkapel

## Kloosters
- De Zusters van Liefde van Onze Lieve Vrouw, Moeder van Barmhartigheid (of Zusters van Liefde van Tilburg) is een door Joannes Zwijsen in 1832 gestichte congregatie aan de Oude Dijk.
- Het Capucijnenklooster aan de Korvelseweg dateert uit 1880-1882 en is ontworpen door broeder Valenus van Deurne.
- Het klooster van de Zusters van de Visitatie (Orde van Maria Visitatie of Visitandinnen) is tot stand gekomen vanaf 1885. Vermoedelijke architect was A.G. de Beer. Het complex is deels gesloopt voor nieuwbouw van de Fontys Hogescholen. Overgebleven zijn onder andere de kapel aan de Zwijsenstraat en het hoofdgebouw, nu verbouwd tot appartementen.
- Het Franciscanessenklooster aan de Bisschop Zwijsenstraat is in de periode 1891-1929 in gebruik geweest. Achter het grote neorenaissance pand staat nog altijd een neogotische kloosterkapel.
- Het Clarissenklooster aan de Lange Nieuwstraat is gebouwd in 1890 in een neogotische stijl. De architect was A.G. de Beer. Het biedt nu woonruimte aan studenten van de Brabant Medical School. De kapel wordt verhuurd.
- Het missiehuis van de Missionarissen van het Heilig Hart aan Bredaseweg werd gebouwd tussen 1896 en 1899 in een neogotische stijl met invloeden van chaletstijl. Het was oorspronkelijk bedoeld voor de Franse paters (Missionaires du Sacre Coeur) die ten gevolge van de seculariseringspolitiek uit Frankrijk waren uitgewezen. Het is nu verbouwd tot woningen.
- Het Ursulinenklooster aan de Elzenhof werd in 1903 gebouwd en in de jaren 80 van de 20e eeuw gesloopt. Een school uit 1907 en een tot woonhuis verbouwde neogotische kapel zijn nog aanwezig.
- Retraitehuis het Cenakel is in 1908 in gebruik genomen door de Congregatie van onze Lieve Vrouw der afzondering in het Cenakel. In 1996 werd het klooster deels gesloopt en deels verbouwd tot woningen en een culturele ruimte. Het complex wordt deels ingesloten door de Ringbaan Zuid en de Kempenbaan.
- Het klooster van de Zusters van Liefde aan de Schans in Tilburg Noord bestaat uit een woonhuis uit 1872, wat in 1907 in neogotische stijl is uitgebreid. Het was van 1902 tot 1960 in gebruik als klooster.
- Het klooster van de Zusters van de Choorstraat (of Dochters van Maria en Jozef) was van 1923 tot 1974 in gebruik. Het maakt nu onderdeel uit van een wooncomplex.
- Het Studiehuis Sint Joseph aan de Dr. Ahausstraat is gebouwd in 1913. Tegenwoordig vormt het de kern van de onderwijsinstelling De Rooi Pannen, genoemd naar de rode dakpannen van het oude klooster.
- Het klooster van de Dominicanessen van de Heilige Familie aan de Doctor Nuijensstraat werd op 22 juli 1930 in gebruik genomen. De kloosterzusters hielden zich bezig met het onderwijs. Zij verlieten het klooster in 1985.
- Het Petrus Dondershuis op de hoek van het Kardinaal de Jongplein met de Pastoriestraat is gebouwd in 1934 voor de fraters van Tilburg. De bouwstijl is beïnvloed door het expressionisme. De architect was C. Panis.
- Het Sint-Liduinaklooster aan de Pelgrimsweg is een groot complex in vooroorlogse traditionalistische stijl. Het is in 1936 in gebruik genomen door de Congregatie van de Zusters van Liefde. Naast een klooster omvatte het ook een pension voor 'Ouden van dagen' en een Montessorischool. Het is buiten gebruik sinds 2003 en inmiddels verbouwd tot appartementen.
- Het Klooster Mariahof aan de Bredaseweg is in 1938 gebouwd onder leiding van de Broeders Penitenten van Boekel om als juvenaat te dienen. Van 1945 tot 1953 was hier het Sanatorium De Klokkenberg gevestigd. Na 1954 werd het terrein bestemd voor de opvang van mensen met een verstandelijke beperking. Het hoofdgebouw en de kapel zijn gebouwd in een vooroorlogse traditionalistische stijl.
- Het Fraterhuis Sint Denis aan de Kruisvaardersstraat is gebouwd tussen 1949 en 1954 naar een ontwerp van J.H.A. Bedaux. Het bestaat uit een kloostergebouw met kapel. Na 2013 is het gebouw verbouwd tot gezondheidscentrum.
- Het generaliteitsgebouw van de Fraters van Tilburg (of Congregatie van Onze Lieve Vrouw, Moeder van Barmhartigheid) aan de Gasthuisring is een complex uit 1954 en latere jaren, voornamelijk in de stijl van de Bossche School.
- Het Heilig Hartklooster (of Notre Dame) is een zeer uitgebreid complex met verzorgingstehuis aan de Sint Oloflaan. Het oudste deel stamt uit 1915, maar dit is na oorlogsschade zeer sterk verbouwd en uitgebreid in Bossche Schoolstijl. Na 1958 kwamen aan de achterkant nieuwe vleugels en een grote kapel in modernistische stijl, ontworpen door architect J. Strik.

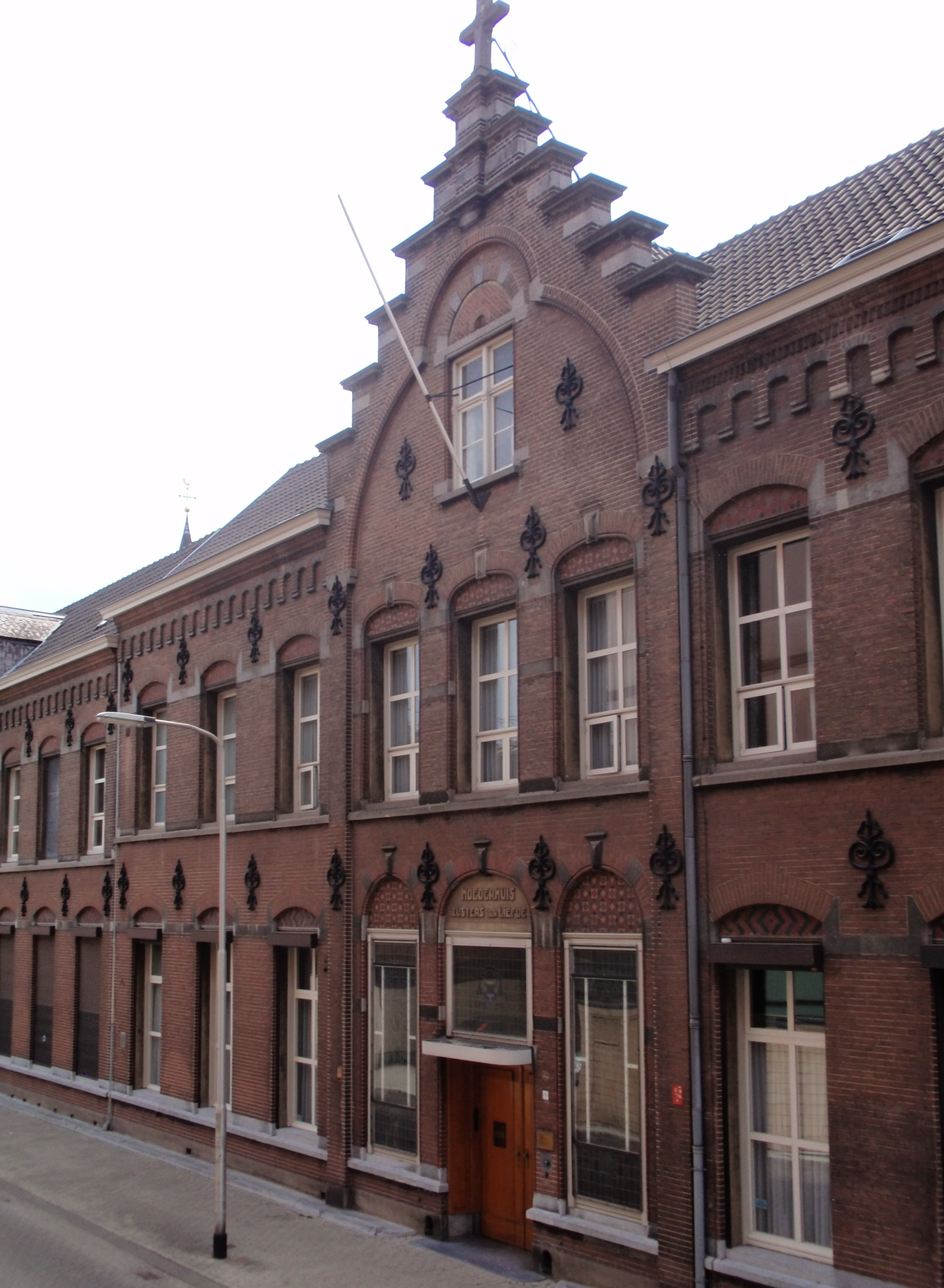
de Zusters van Liefde
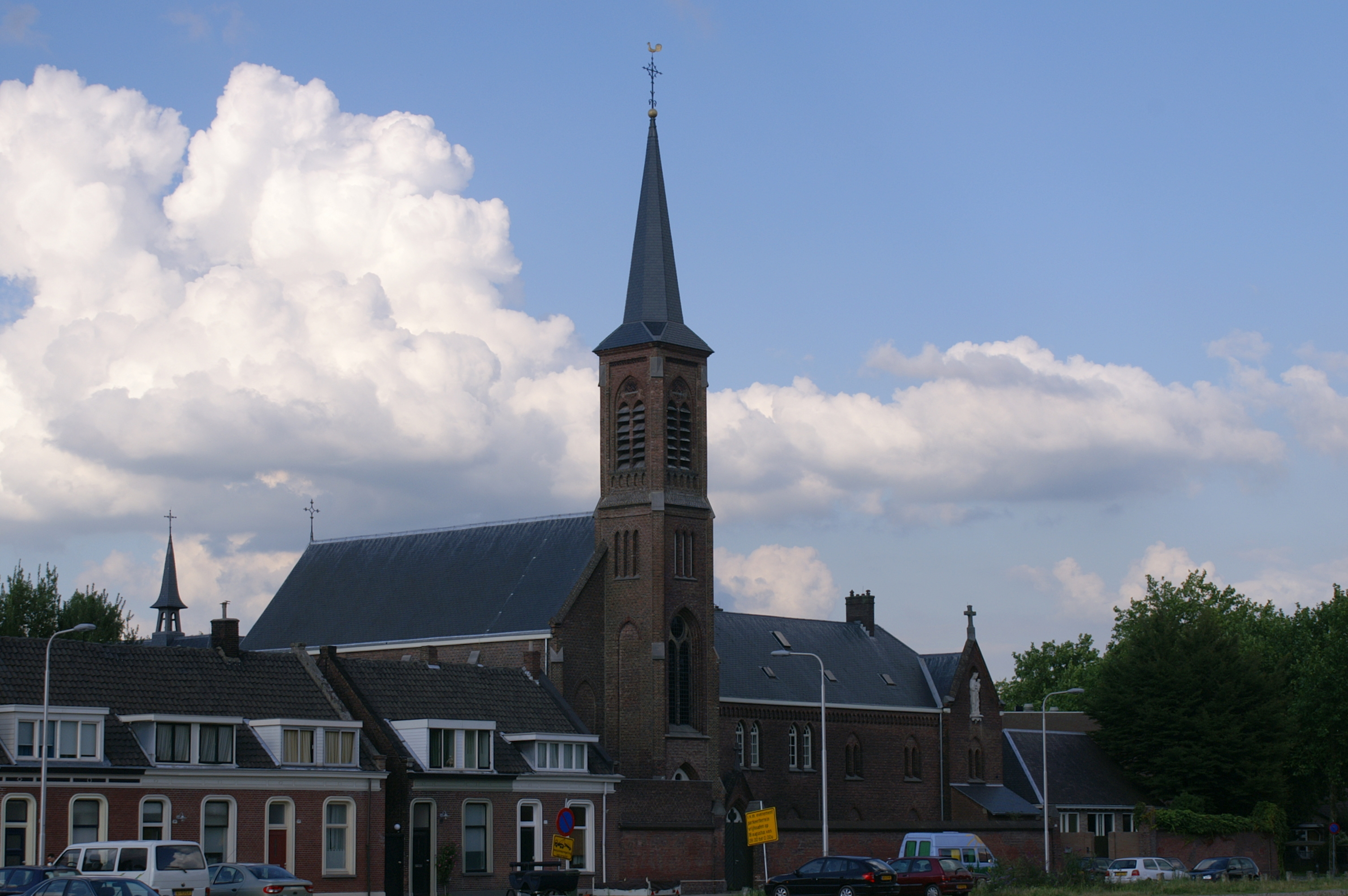
Het clarissenklooster
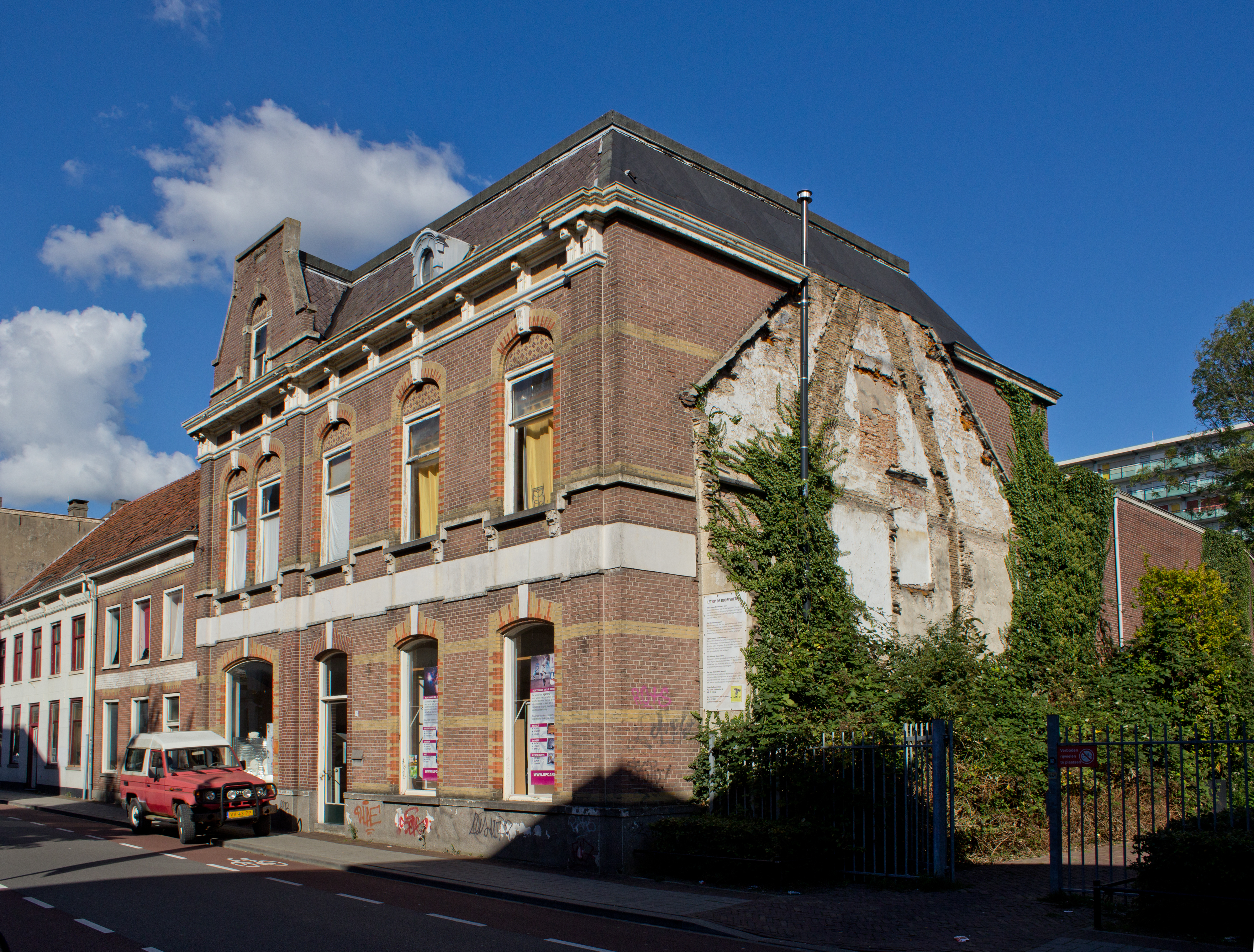
Het voormalige Franciscanessenklooster
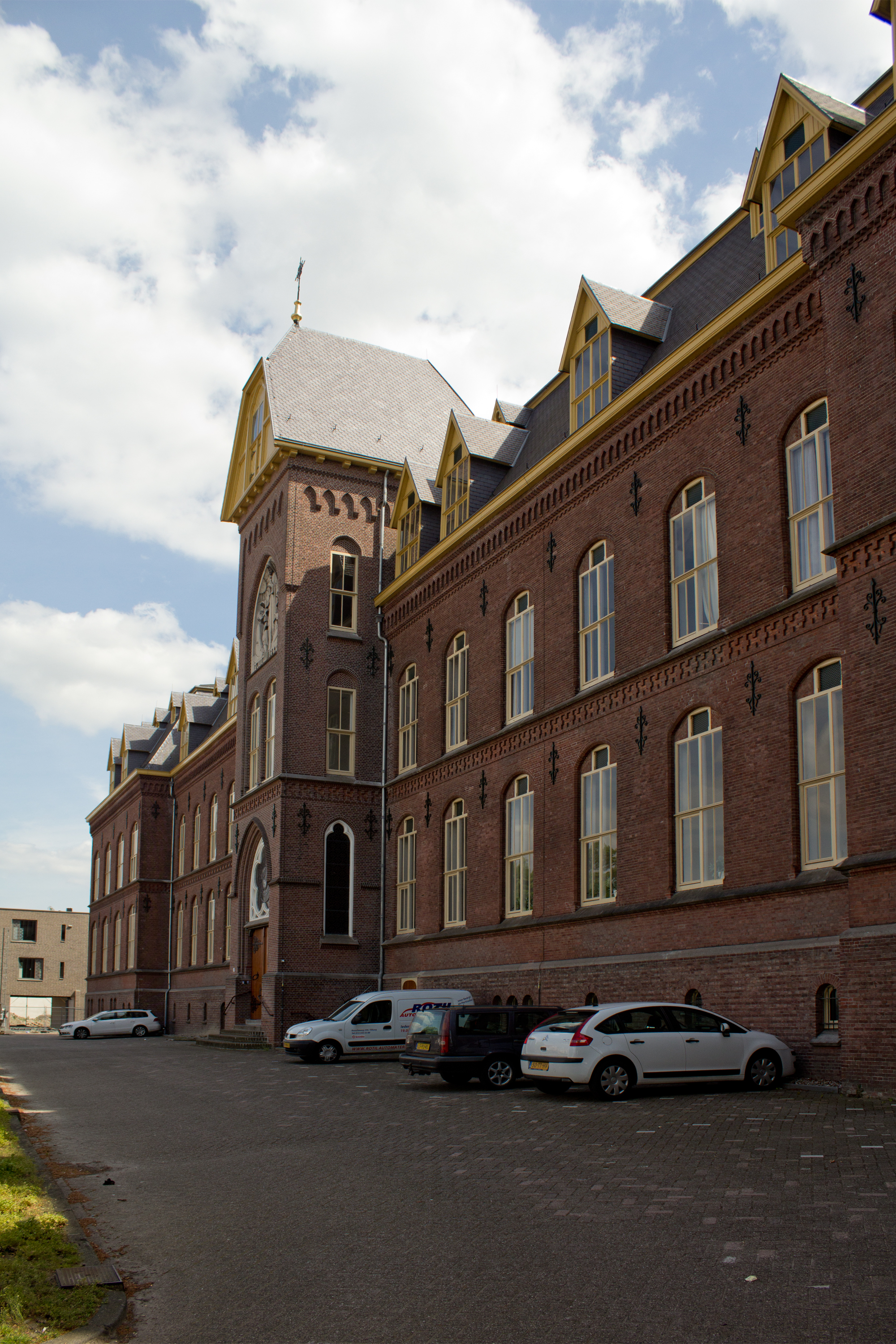
Missiehuis Heilig Hart
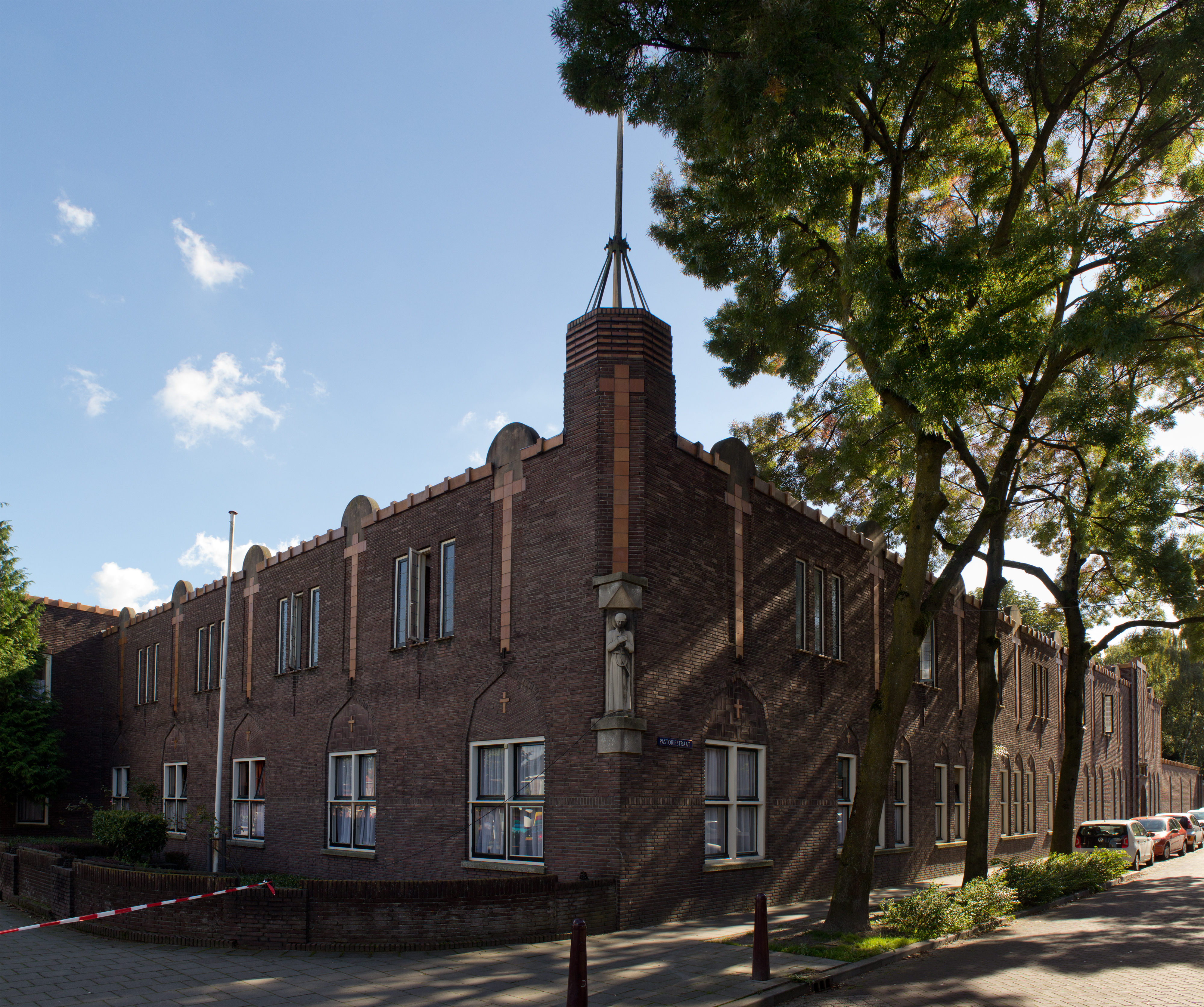
het Petrus Dondershuis
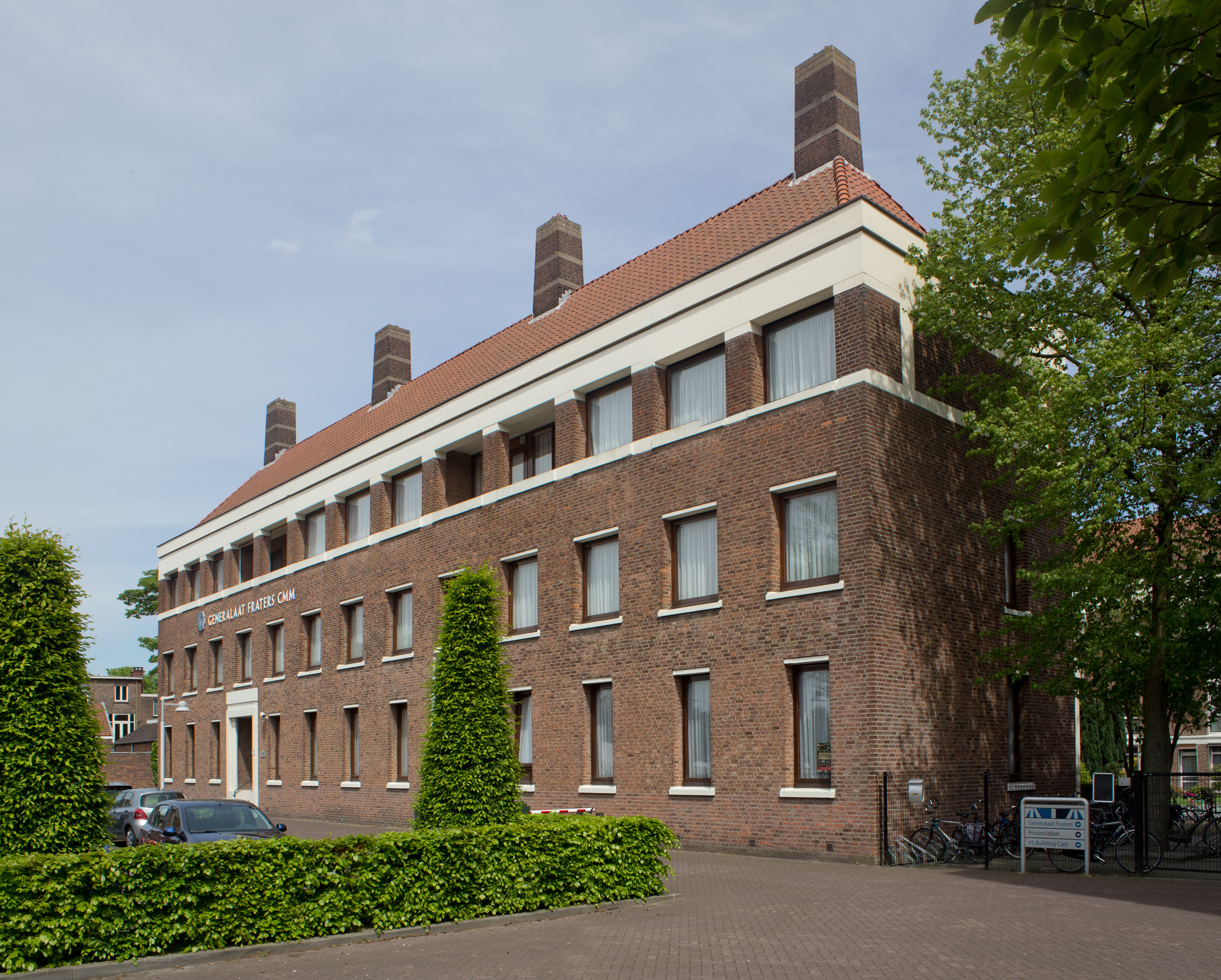
Het generaliteitsgebouw van de Fraters van Tilburg
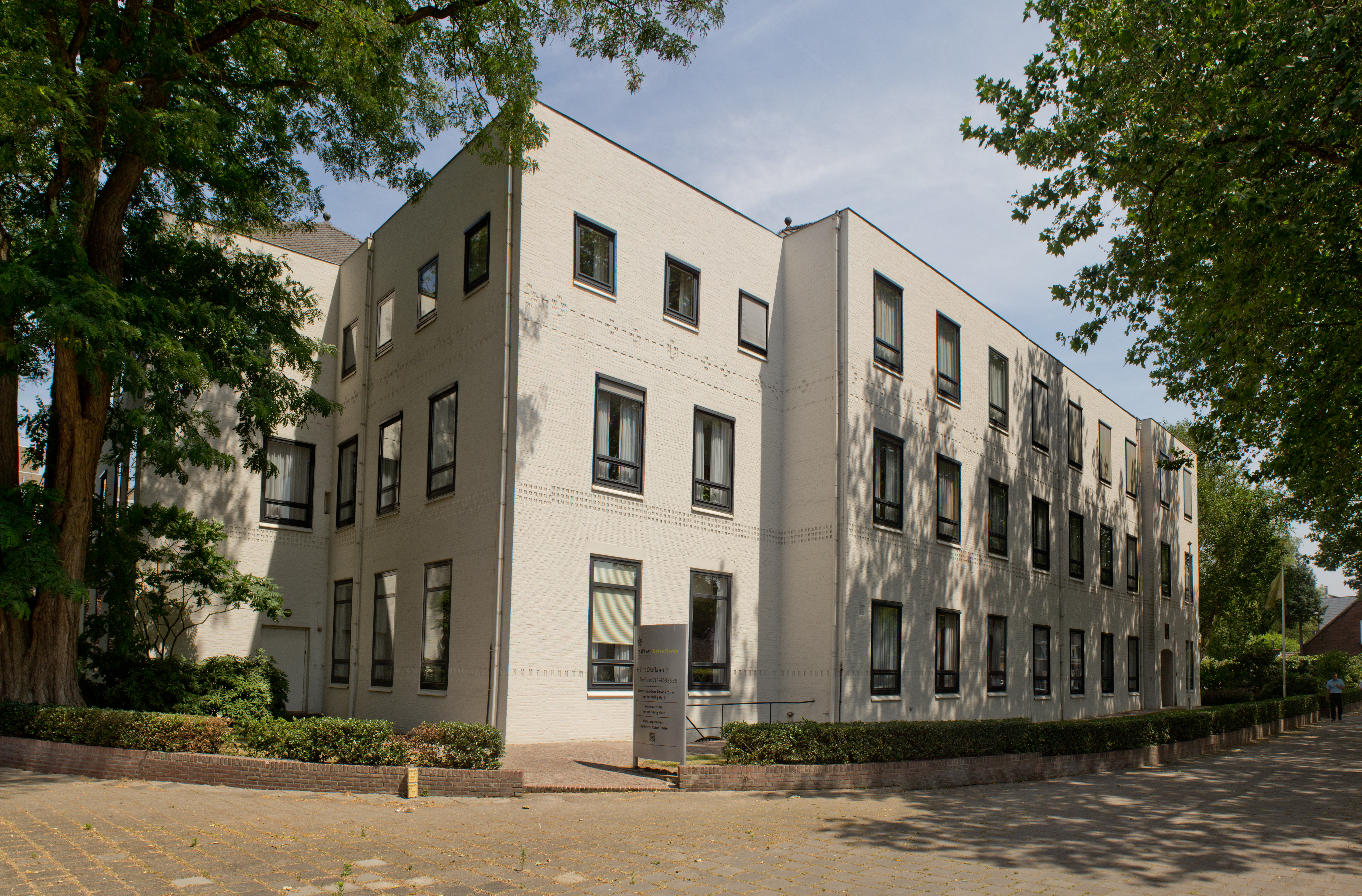
Het Heilig Hartklooster
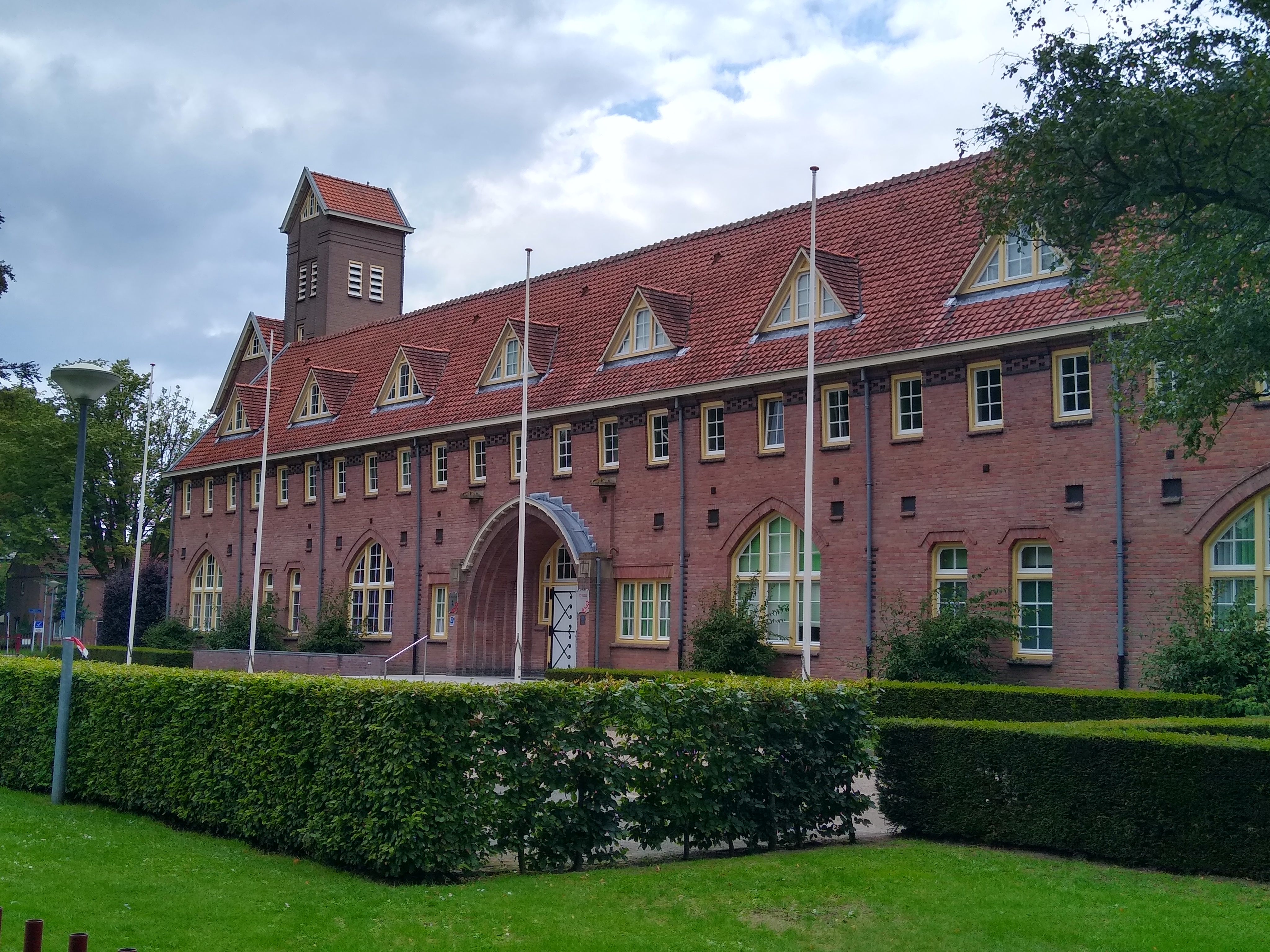
De Rooi Pannen, voorm. Studiehuis Sint Joseph

## Protestantse kerken

### Vooroorlogse kerkgebouwen
- De Pauluskerk aan de Heuvelstraat is een achthoekige, neoclassicistische zaalkerk uit 1823. Sinds 2010 is het gebouw eigendom van de Indonesisch-Nederlands Christelijke Kerk.
- De Immanuelkerk aan de Gasstraat is een hervormde zaalkerk in neoromaanse stijl uit 1910. Het is tegenwoordig in gebruik als glazeniersatelier.
- De Sionskerk aan het Molenbochtplein is een voormalige gereformeerde kerk in expressionistische stijl. Het is in 1923 in gebruik genomen. De architect was A. Kool.

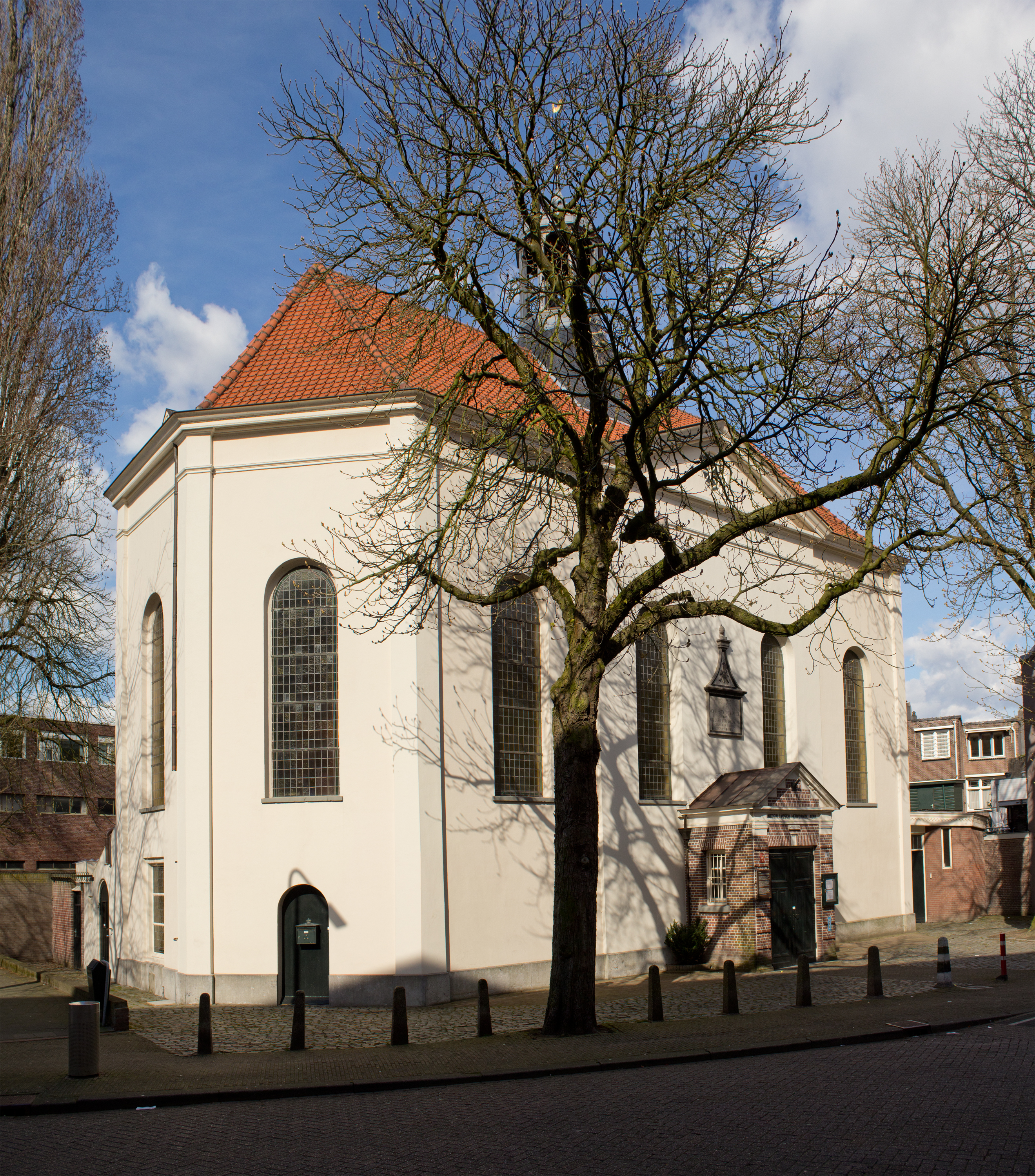
de Pauluskerk
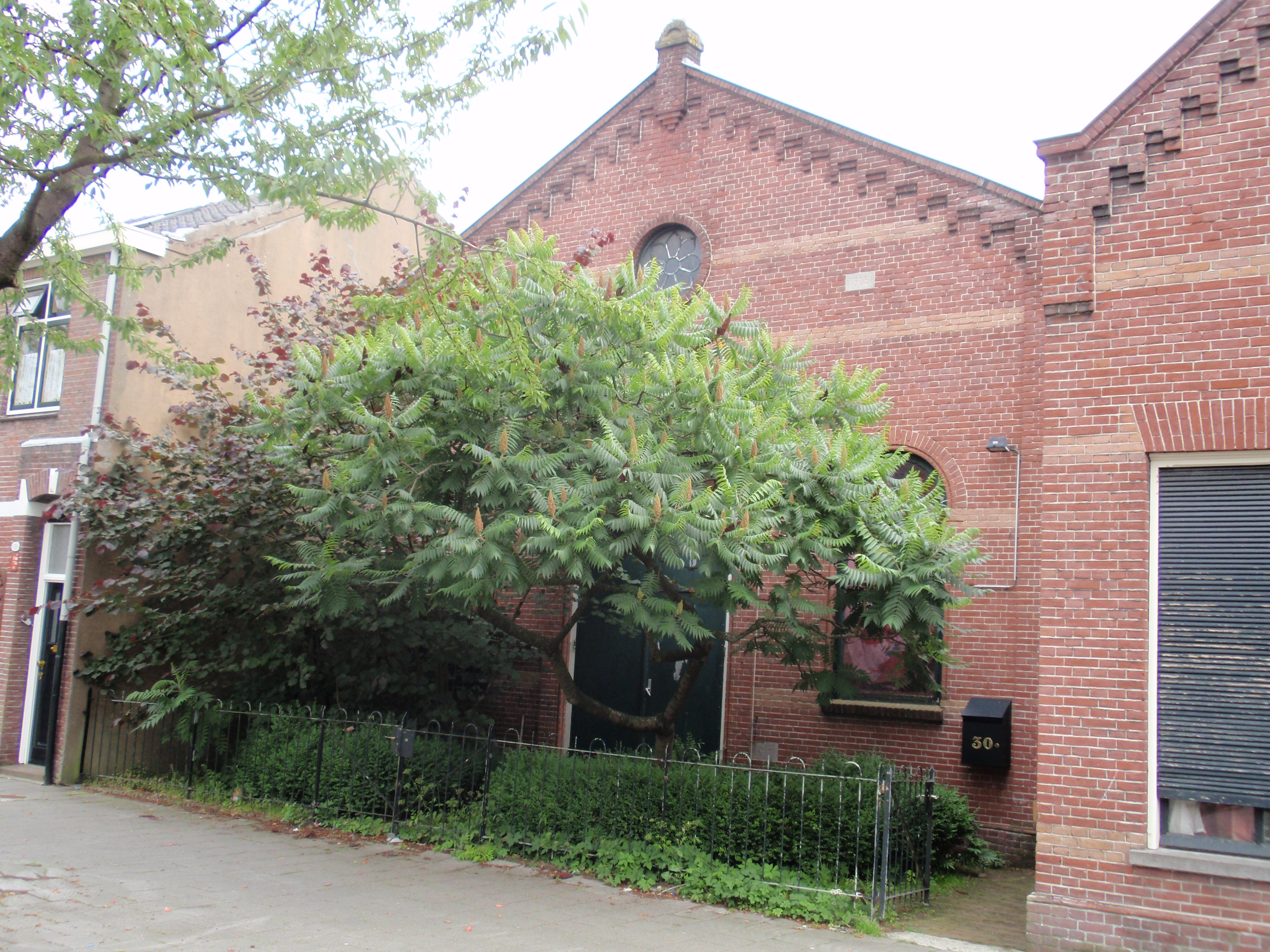
de Immanuelkerk
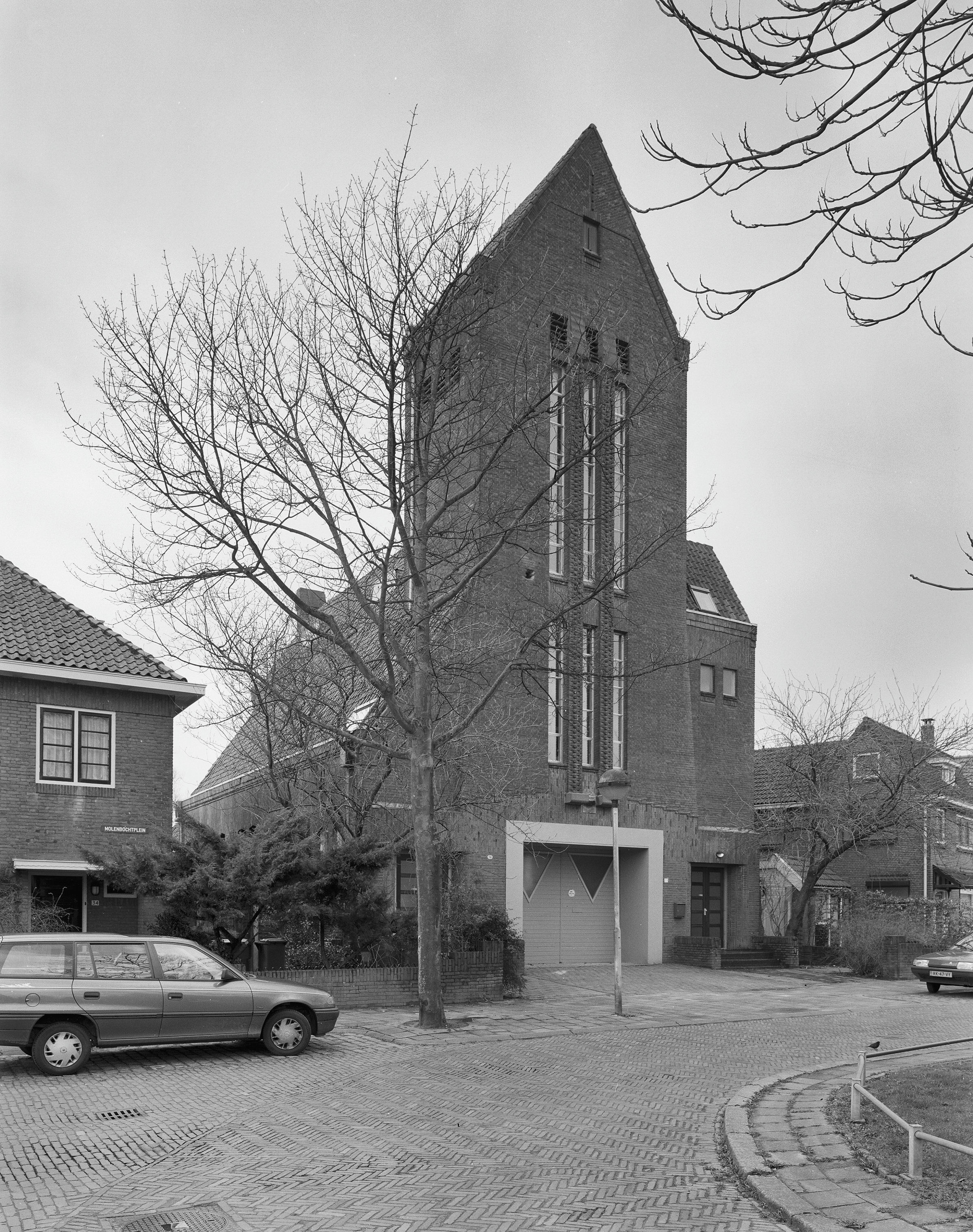
de Sionskerk

### Naoorlogse kerkgebouwen
- De Elimkerk aan de Minister Mutsaersstraat is een simpel gebouwtje uit 1949 zonder duidelijke stijlkenmerken.
- De Opstandingskerk aan de Professor Cobbenhagenlaan is een modernistisch gebouw uit 1965

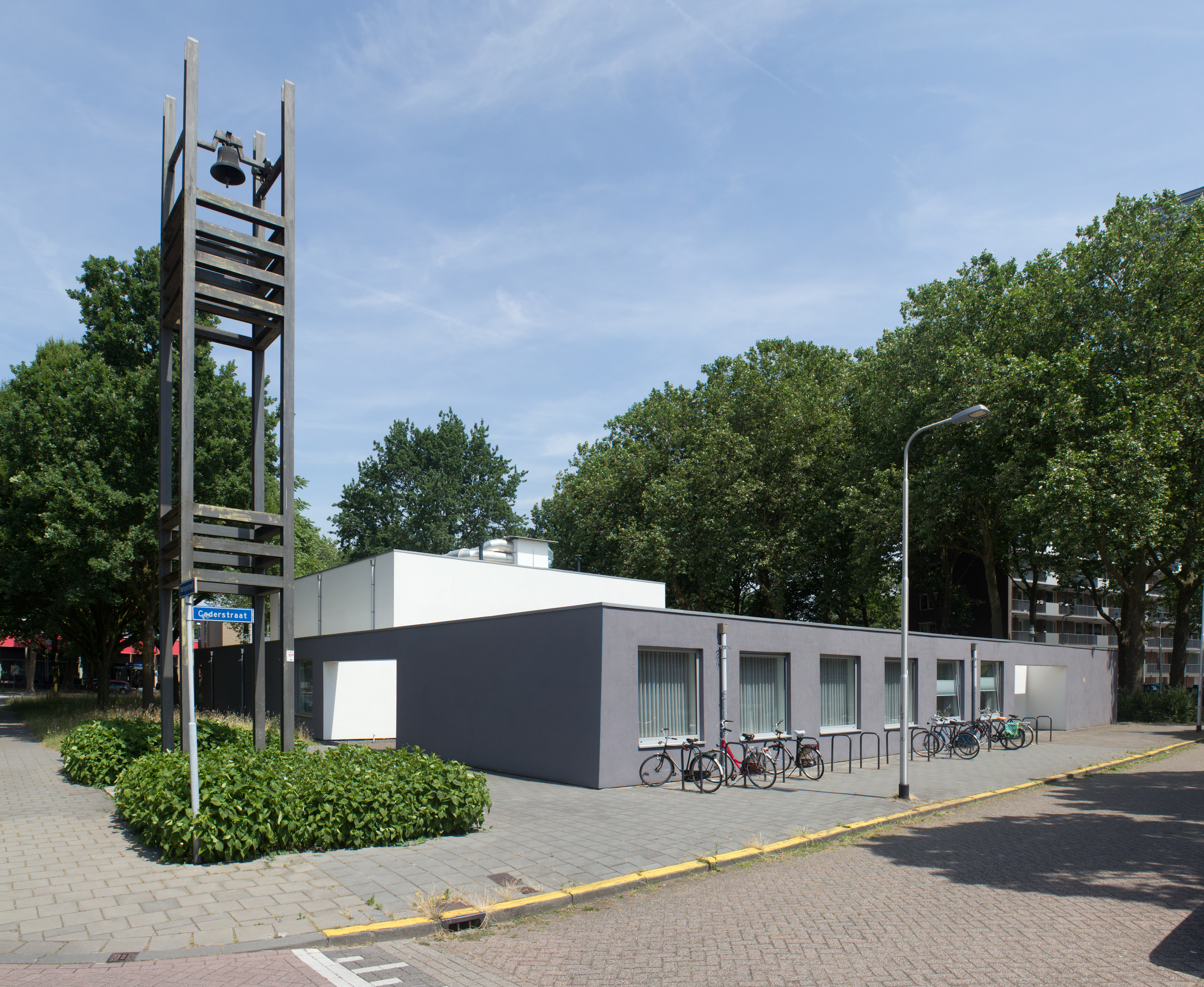
de Opstandingskerk

## Overige Christelijke geloofsgemeenschappen
- De kerk van de Nieuw Apostolische Gemeente aan de Professor Verbernelaan is in 1979 in gebruik genomen.
- De kerk van Het Apostolisch Genootschap aan de Conservatoriumlaan is een modern gebouw dat in 2010 in gebruik is genomen.

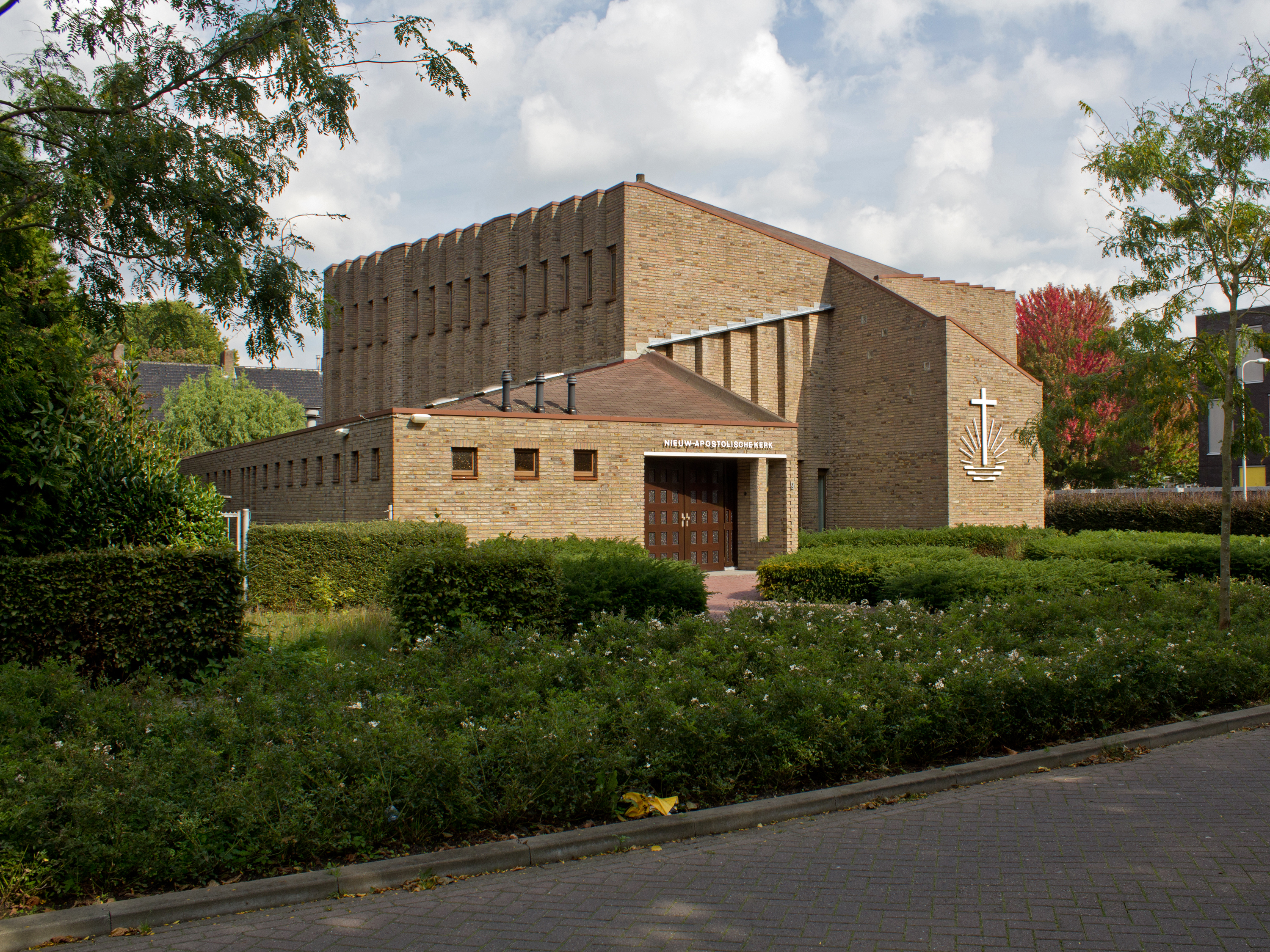
de Nieuw Apostolische Kerk

## Synagogen
- De Synagoge aan de Willem II-straat is een gebouw in oosterse stijl uit 1874. Het wordt sinds 1998 gebruikt door de Liberaal Joodse Gemeente.

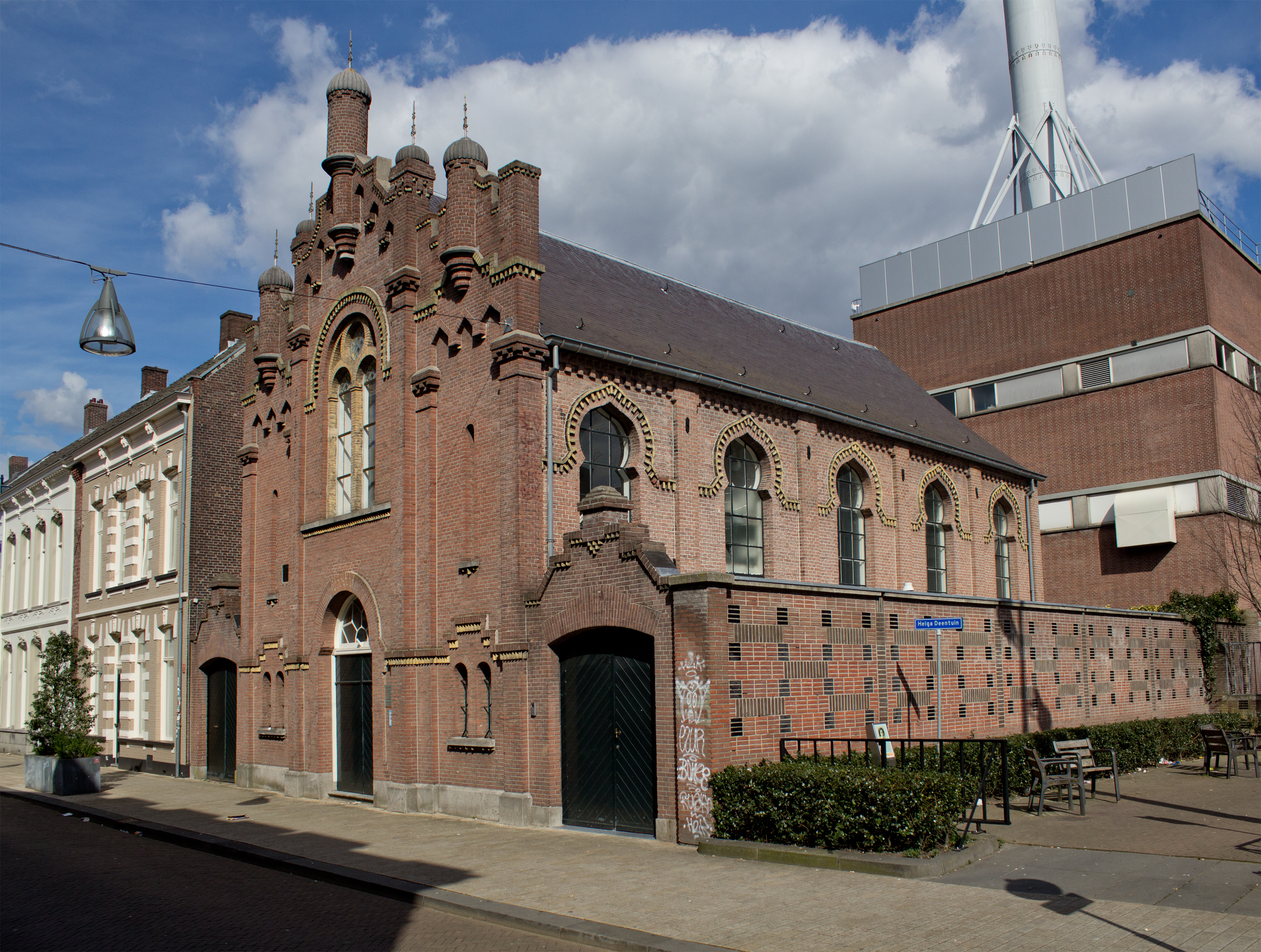
de Tilburgse Synagoge

## Moskeeën
- De Süleymaniye moskee aan de Wandelboslaan is gebouwd in 2001. Het gebouw is ontworpen door Bert Toorman en Hilmi Şahin. De moskee is onderdeel van de Islamitische Stichting Nederland.
- De El-Feth moskee, van de Marokkaanse vereniging Masjid El-Feth, was aanvankelijk gehuisvest aan de Academielaan. In 2020 betrok het nieuwbouw in de Stedekestraat.

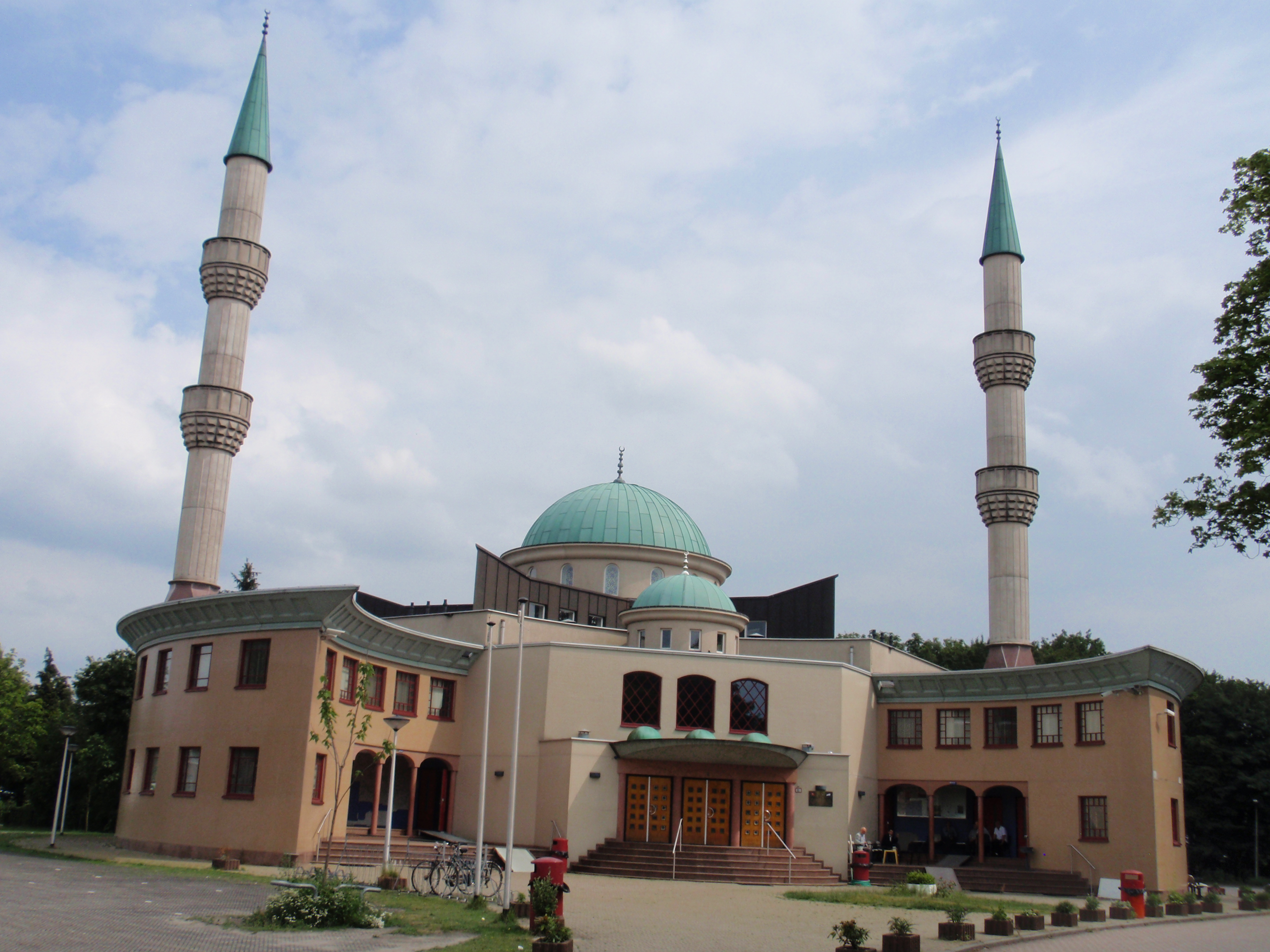
de Süleymaniye moskee
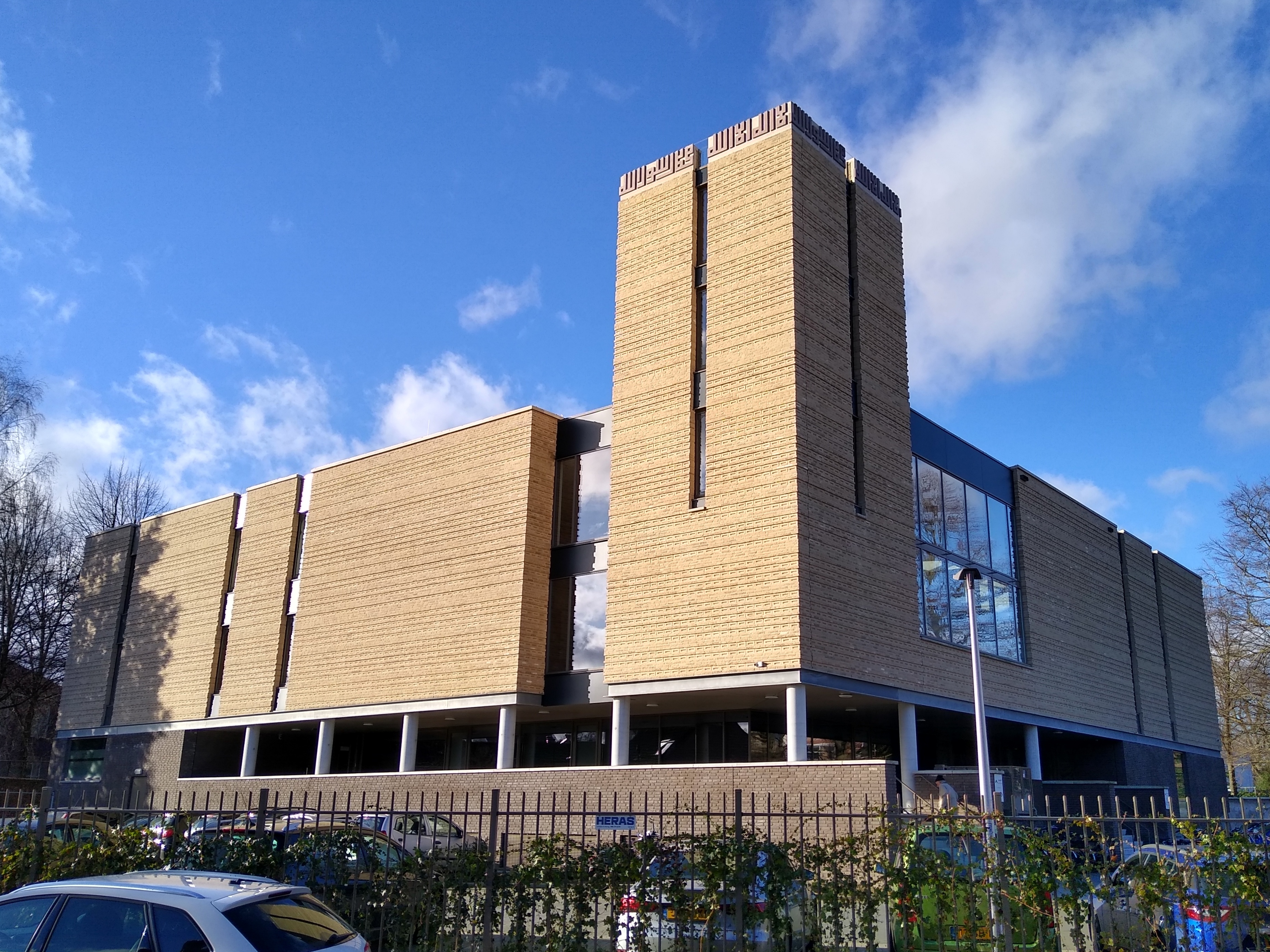
De El-Feth moskee